# Kubuntu
Kubuntu (произносится «кубу́нту») — производный от Ubuntu Дистрибутив Linux. Kubuntu использует графическое окружение KDE вместо стандартного для Ubuntu GNOME. Слоган проекта Kubuntu — «Дружественные вычисления» (англ. Friendly Computing). Разрабатывался и поддерживался компанией Canonical Ltd. до версии 12.04. Проект является частью проекта Ubuntu и использует его основу. Есть возможность установить как графическое окружение KDE (пакет kubuntu-desktop), так и окружение GNOME (пакет ubuntu-desktop) одновременно, выбирая окружение для работы при запуске системы. Все операционные системы из проекта Ubuntu, в том числе и Kubuntu, имеют общий репозиторий пакетов. Операционная система обновляется каждые полгода, синхронно с Ubuntu.

## История
Впервые Kubuntu была представлена 10 декабря 2004 года на Ubuntu Mataro Conference в Матаро, Испании. Сотрудник Canonical Ltd., Андреас Мюллер из Gnoppix, придумал идею создать редакцию Ubuntu с KDE, и получить принятие идеи от Марка Шаттлворта, чтобы начать первую редакцию Ubuntu под названием Kubuntu. В тот же вечер Крис Холлс из проекта OpenOffice.org и Джонатан Ридделл из KDE начали волонтёрство Kubuntu.
Марк Шаттлворт в интервью вскоре после того, когда Ubuntu появилась, начал заявлять:
Я считаю, что сообщество KDE делает феноменальную работу, и необходимо иметь дистрибутив от сообщества, чтобы продемонстрировать, что работа над ним поможет привлечь пользователей и разработчиков к проекту. Общей целью проекта Ubuntu является дальнейшее включение свободного программного обеспечения на рабочих станциях, и на серверах, и мы осознаём, что KDE является существенной частью графических оболочек, что позволяет людям находить наилучшую оболочку для своих нужд.
Команда Kubuntu выпустила первую версию 5.04 «Hoary Hedgehog» 8 апреля 2005 года.
K Desktop Environment 3 использовалась как графическая оболочка по умолчанию по Kubuntu 8.04. В версию 8.04 включен KDE Plasma как другой вариант KDE, который стал использоваться по умолчанию в следующей версии 8.10.
6 февраля 2012 года сотрудник Canonical Джонатан Ридделл объявил о завершении спонсорства Kubuntu Canonical. 10 апреля 2012 года компания Blue Systems объявила на своём сайте Kubuntu как своего нового спонсора. В результате оба разработчика Kubuntu — Джонатан Ридделл и Аурелиен Гато — перешли в Blue Systems.

## Название
Название Kubuntu образовано путём присоединения к Ubuntu буквы «K», взятой из аббревиатуры KDE. Интересное совпадение заключается в том, что Kubuntu означает «направленное на человечность» на языке бемба, и «бесплатный» на языке кирунди.

## Классификация пакетов и поддержка

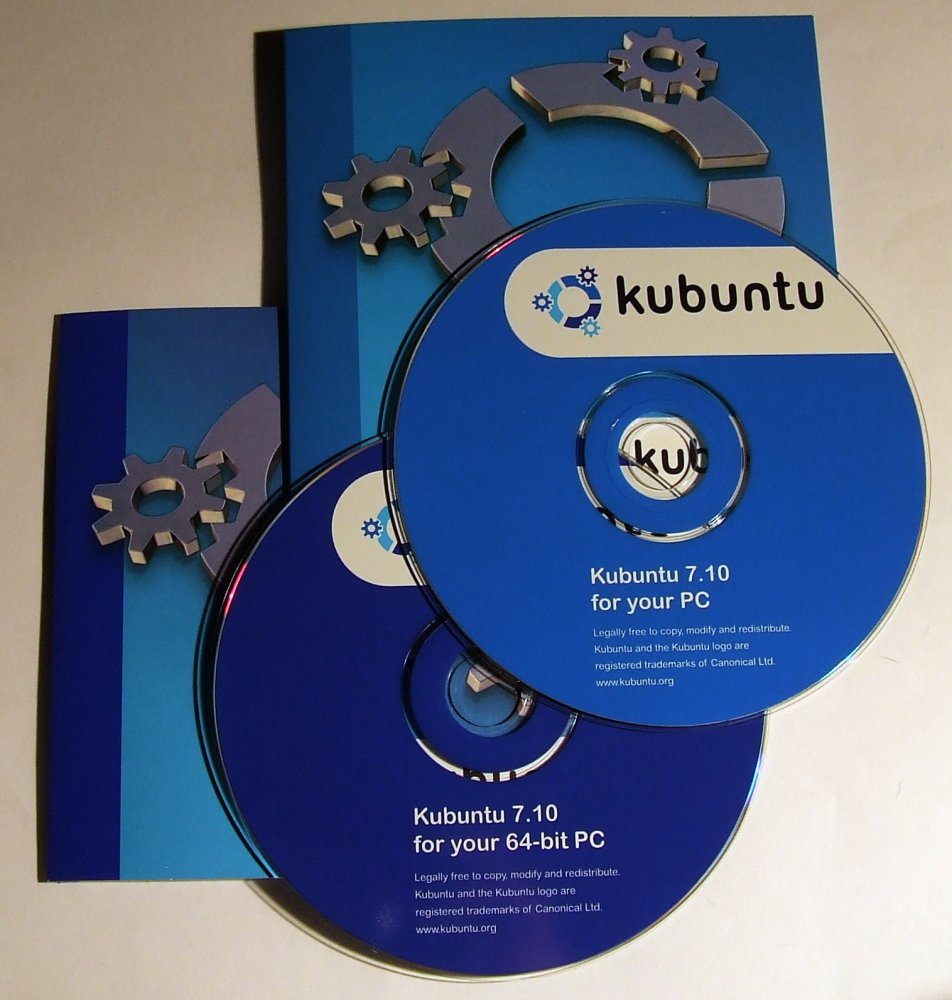
Диски Kubuntu 7.10 Gutsy Gibbon (32- и 64-битные версии)

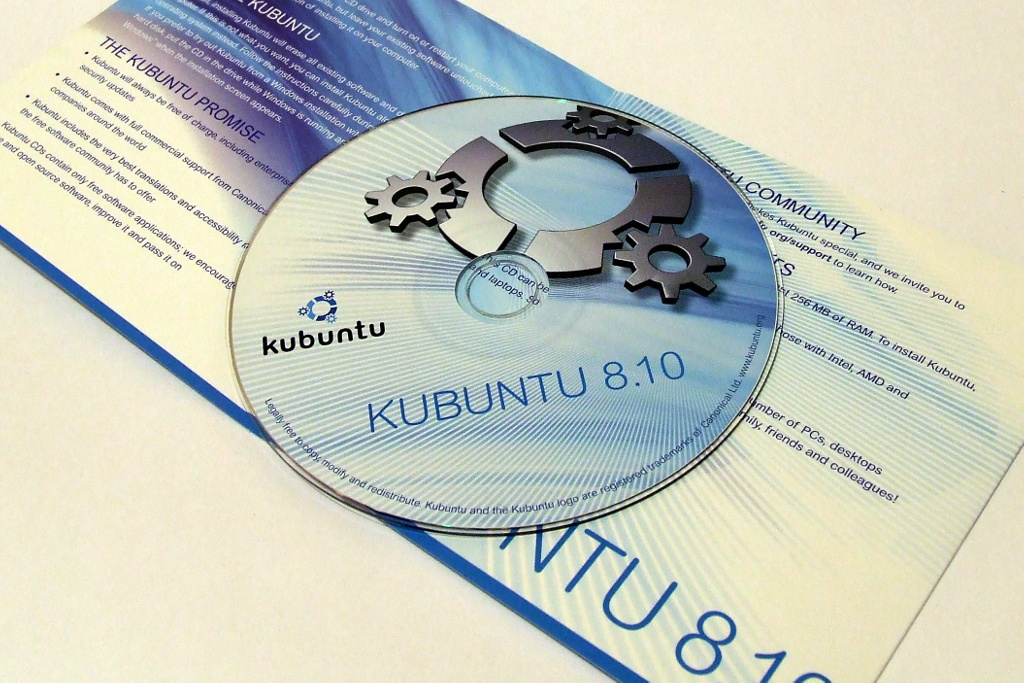
Kubuntu 8.10 CD

В Kubuntu всё программное обеспечение делится на четыре секции, называемые компонентами, чтобы отразить разницу в лицензии и уровне доступной поддержки.
Пакеты распределяются по компонентам таким образом:
|                  | Свободное ПО | Несвободное ПО |
| Поддерживаемое   | Main         | Restricted     |
| Неподдерживаемое | Universe     | Multiverse     |

Main и Universe содержат программное обеспечение, которое отвечает требованиям лицензии Kubuntu, которые примерно соответствуют принципам свободного программного обеспечения в Debian.
Есть одно исключение для Main, по которому в нём также могут содержаться «прошивки» (firmware) в виде двоичных файлов и избранные шрифты, используемые в поддерживаемом программном обеспечении, которое не может быть изменено без разрешения, пока они распространяются свободно.
Это сделано потому, что Main и Restricted должны содержать всё программное обеспечение, необходимое для основного использования в системе Linux. Альтернативные программы для тех же задач и программы для специализированных приложений помещены в Universe и Multiverse.
Пакеты с несвободным программным обеспечением для Kubuntu обычно не поддерживаются, но некоторые исключения (Restricted) сделаны для важного несвободного программного обеспечения типа несвободных драйверов устройств, без которых пользователи могли бы иметь сложности при запуске Kubuntu на их системе, особенно несвободных драйверов графических карт, например, для популярных nVidia и ATI. Уровень поддержки ограничен по сравнению с Main, поскольку разработчики могут не иметь доступа к исходному тексту.
Программное обеспечение, проприетарное, но без ограничений на распространение, включается в репозиторий Multiverse.
Например, Multiverse содержит пакет «kubuntu-restricted-extras», — набор обычно используемых проприетарных
мультимедиа-кодеков, flash-плагин, JRE и набор шрифтов Windows.

Слайд-шоу во время установки Kubuntu 16.04

Некоторые примеры программного обеспечения, не распространяемого с Kubuntu:
- Программное обеспечение, которое позволяет воспроизведение CSS — скремблированных видео DVD, из-за сомнительного правового статуса libdvdcss, расшифровывающей DVD библиотеки, в некоторых частях мира.
- Библиотеки для кодирования и декодирования многих проприетарных мультимедийных форматов, таких как Windows Media.

Kubuntu имеет систему сертификации для стороннего проприетарного программного обеспечения, и Canonical управляет специальным репозиторием для этих пакетов, который называется Commercial.
В то время как пакеты программ в Multiverse не имеют ограничений на распространение, Commercial включает программное обеспечение, на которое Canonical получило разрешение на распространение.
На данный момент, этот репозиторий включает Adobe Reader, Adobe Flash Player, Oracle Java, Skype и несколько других пакетов.

## История выпусков
Раз в два года Canonical Ltd. выпускает  версию Kubuntu с долгосрочной технической поддержкой (т. н. Long Term Support) сроком на 5 лет для серверной версии и сроком на 3 года для настольной версии (начиная с версии 12.04 тоже 5 лет). Исключение составляет версия 8.04, которая вышла с укороченным сроком технической поддержки. Это было связано с отсутствием гарантий у разработчиков Kubuntu в том, что ветка KDE 3.5 будет поддерживаться разработчиками KDE в течение нескольких лет после официального выхода KDE 4.0.

## Прекращение поддержки Canonical
После выпуска версии 12.04 Canonical больше не будет работать над Kubuntu и KDE в режиме полного рабочего дня, поэтому сможет уделять проекту только своё свободное время. Кроме того, Canonical прекратит оказание платной поддержки для версий Kubuntu, выпущенных после версии 12.04 LTS. Доступ к инфраструктуре, используемой для разработки, сборки и распространения дистрибутива, будет предоставляться без изменений.
Решение связано с неоправдавшимися надеждами по извлечению дохода от проекта Kubuntu, даже невзирая на то, что Kubuntu используется в одном из самых больших внедрений настольных систем на базе Linux (в 42 тысячах школ Бразилии используется дистрибутив на базе Kubuntu). С позиции бизнеса, коммерческого успеха не удалось добиться несмотря на семь лет попыток, поэтому Canonical считает нереалистичным ждать каких либо изменений при продолжении денежных вливаний.
После прекращения финансовой поддержки со стороны Canonical компания Blue Systems переняла инициативу и, начиная с версии 12.10 вплоть до 2016 года, оказывала финансовую помощь и участвовала в разработке дистрибутива. На данный момент Kubuntu остаётся на плаву и разрабатывается силами сообщества.

## Скриншоты

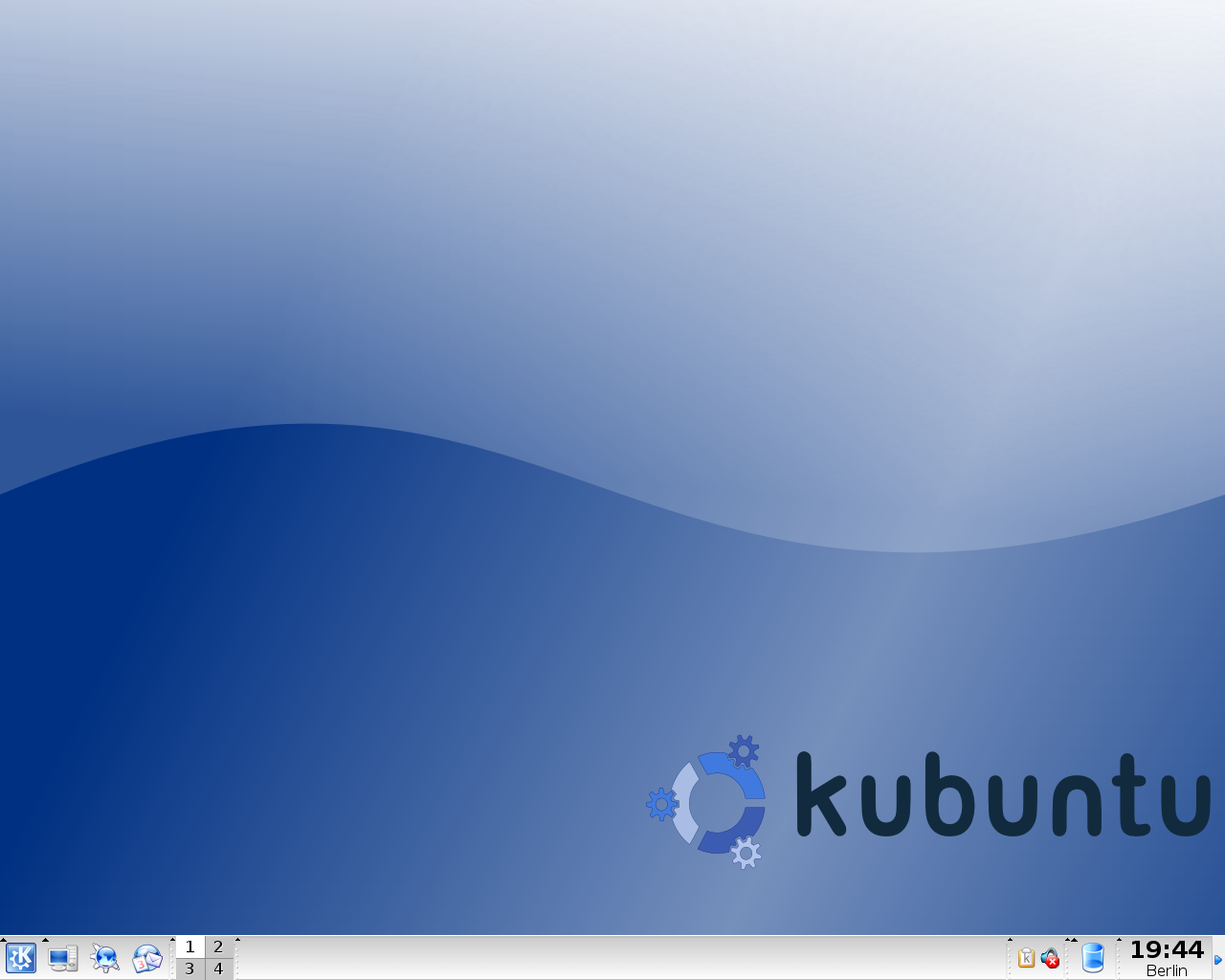
Kubuntu 5.04
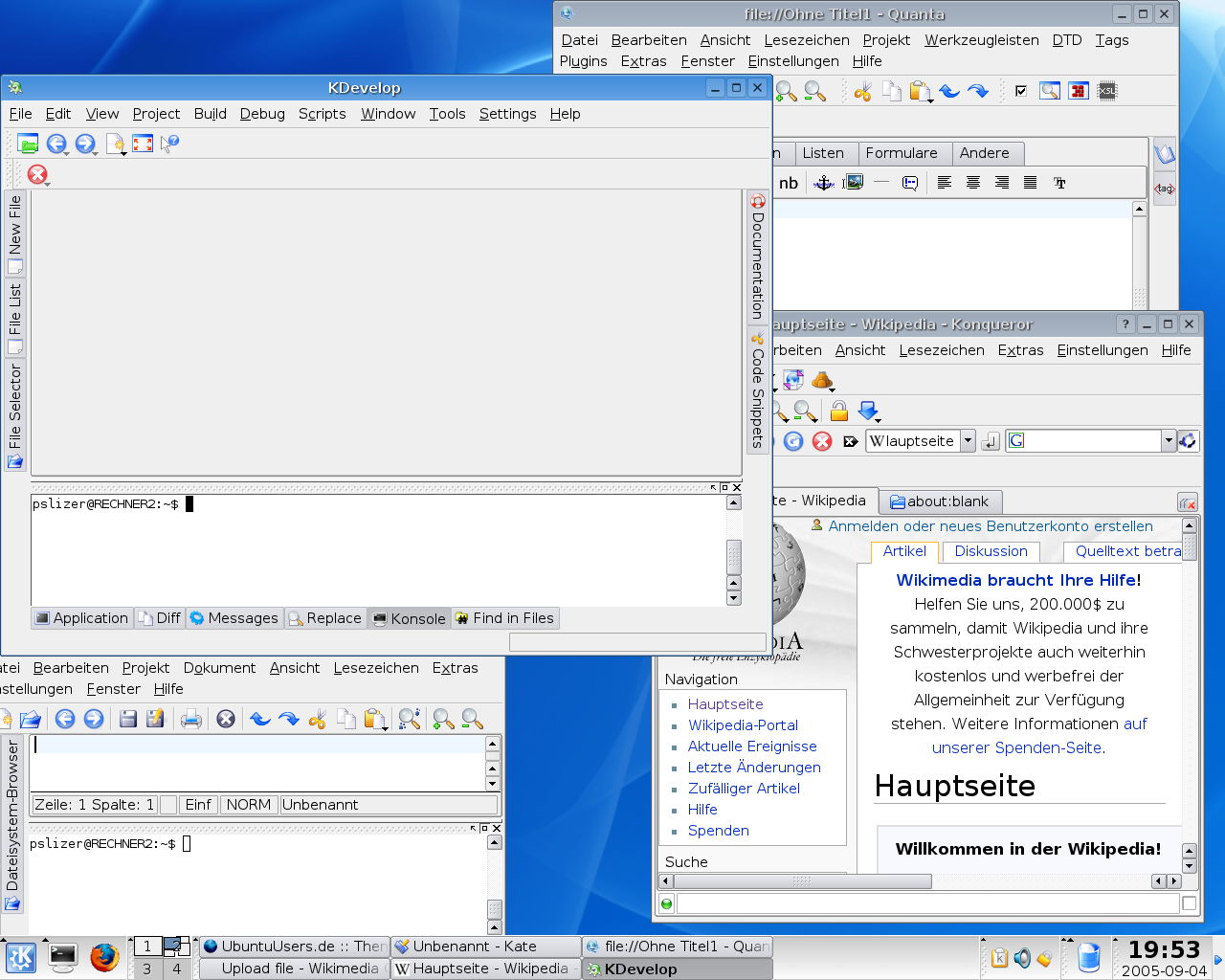
Kubuntu 5.10
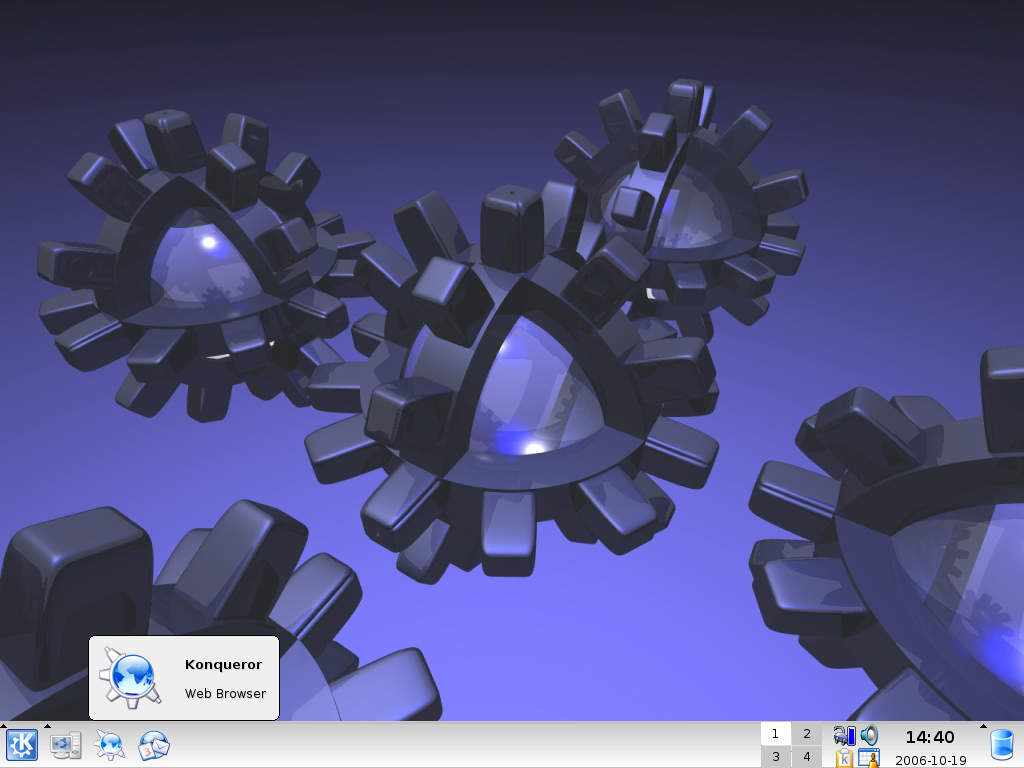
Kubuntu 6.06 LTS
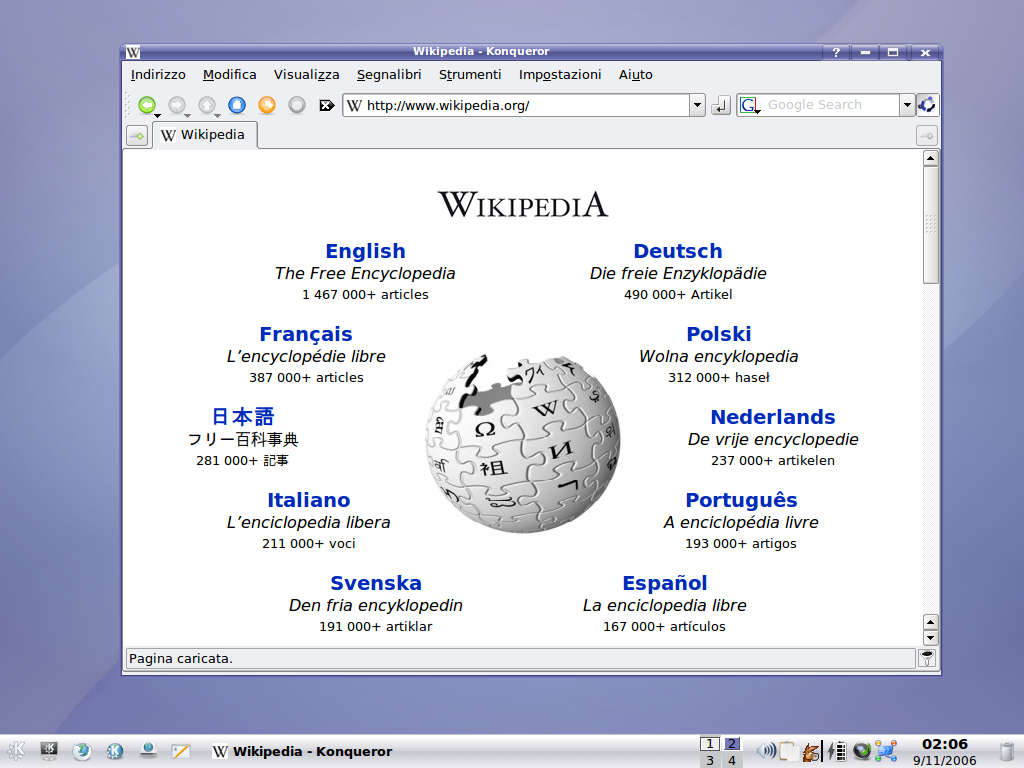
Kubuntu 6.10
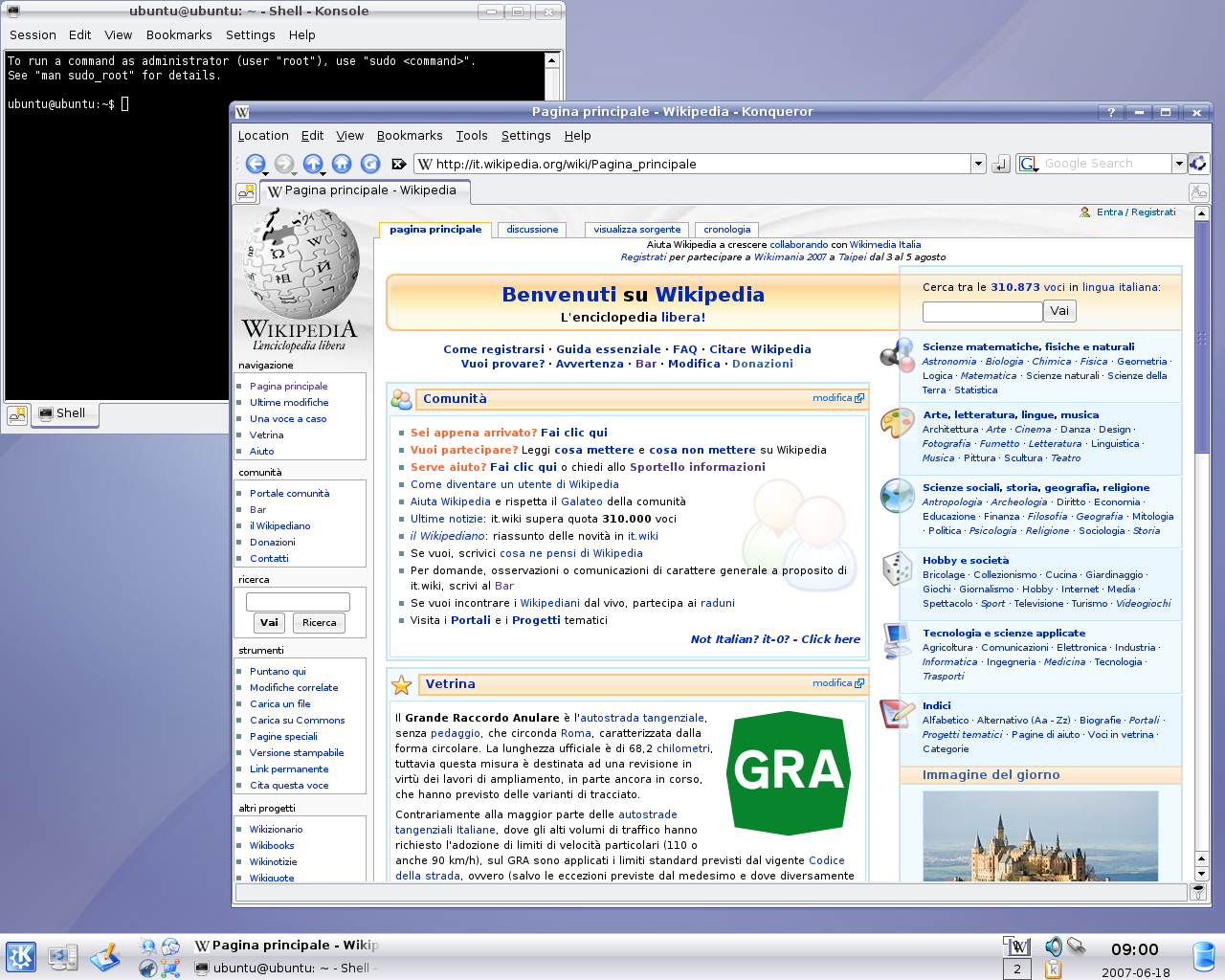
Kubuntu 7.04
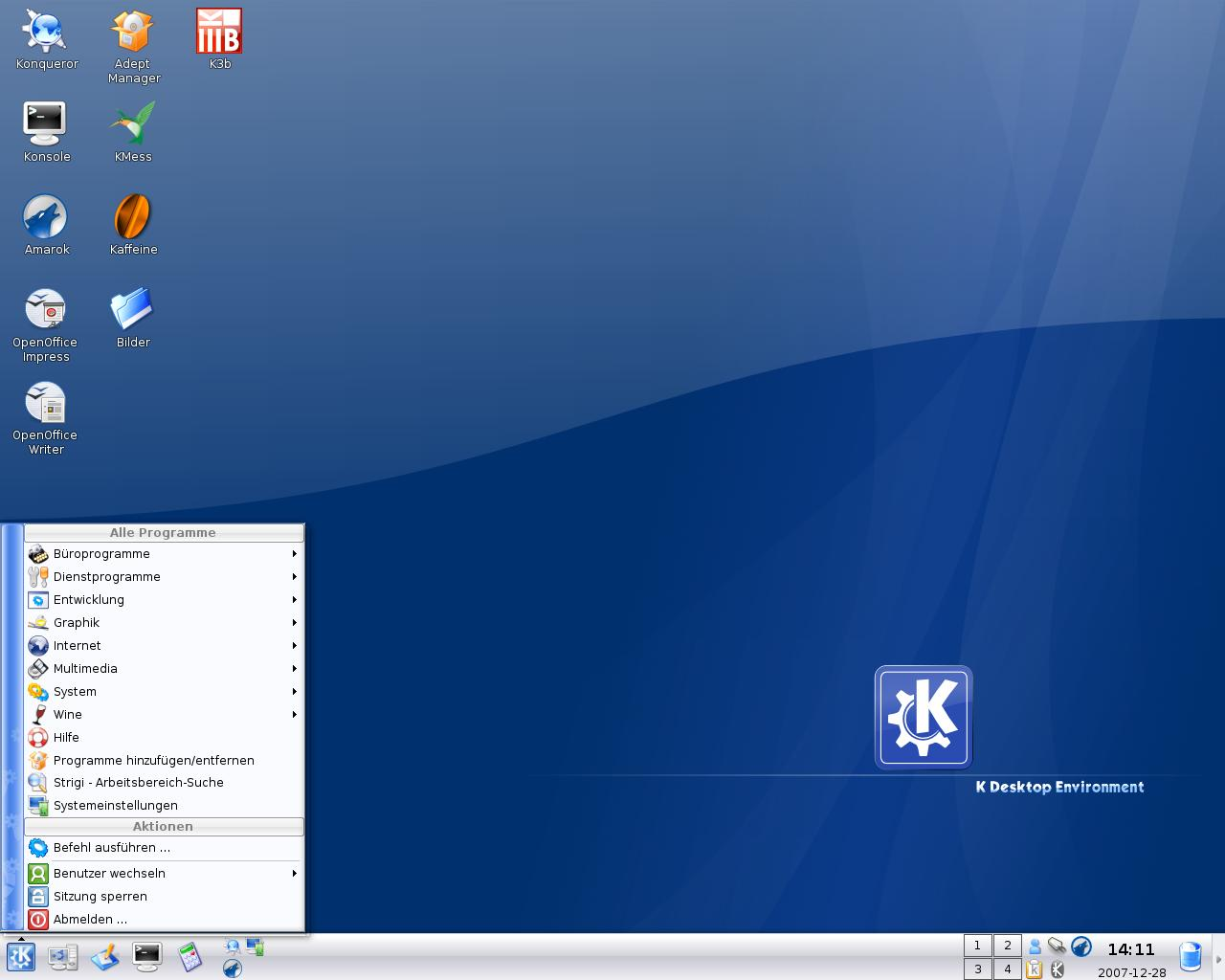
Kubuntu 7.10
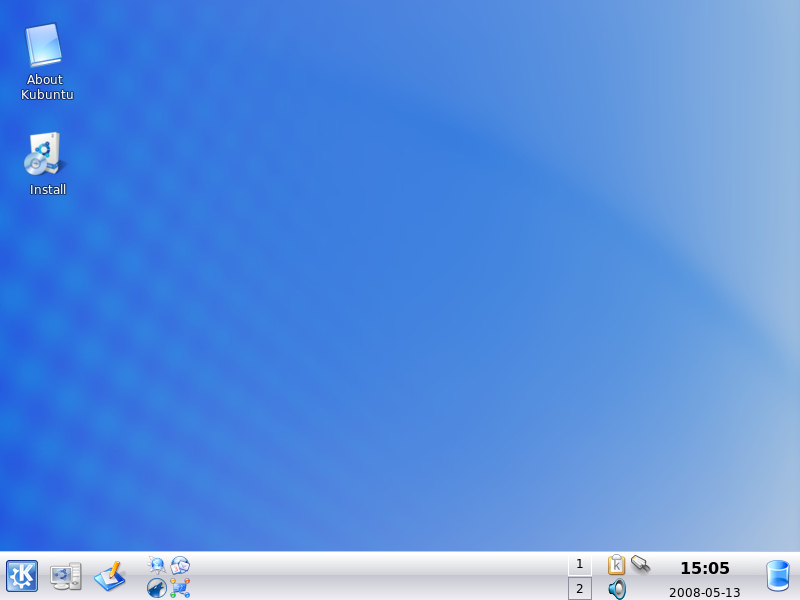
Kubuntu 8.04 LTS с KDE 3
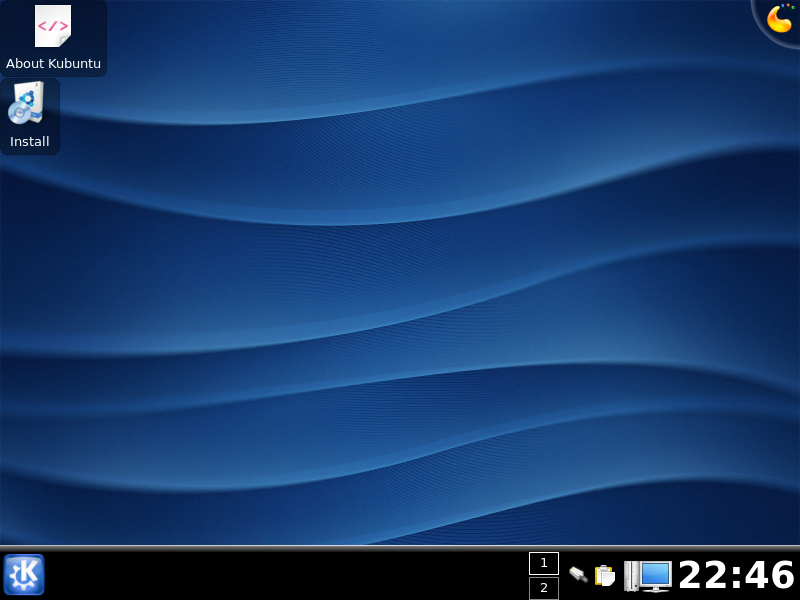
Kubuntu 8.04 LTS c KDE 4
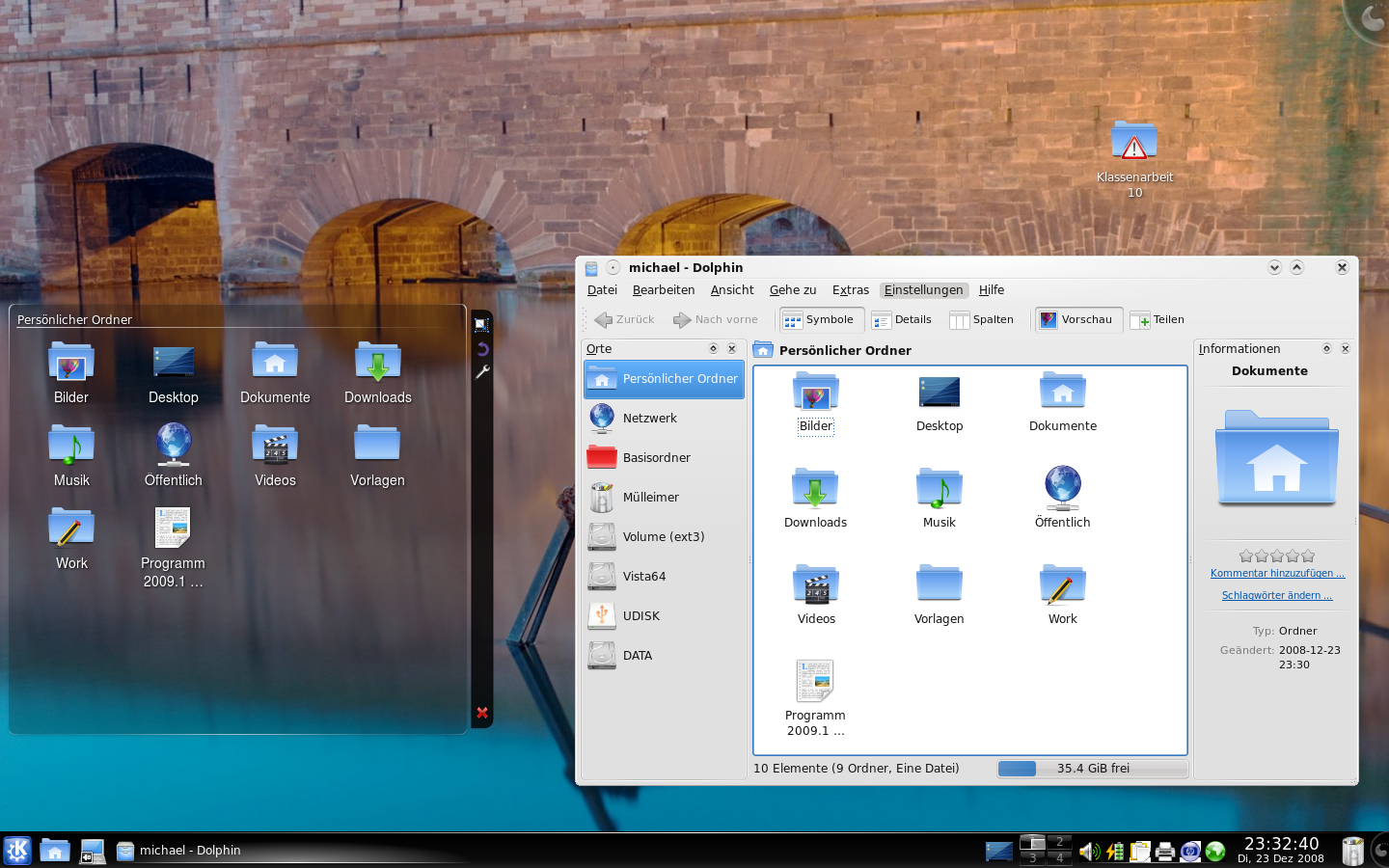
Kubuntu 8.10
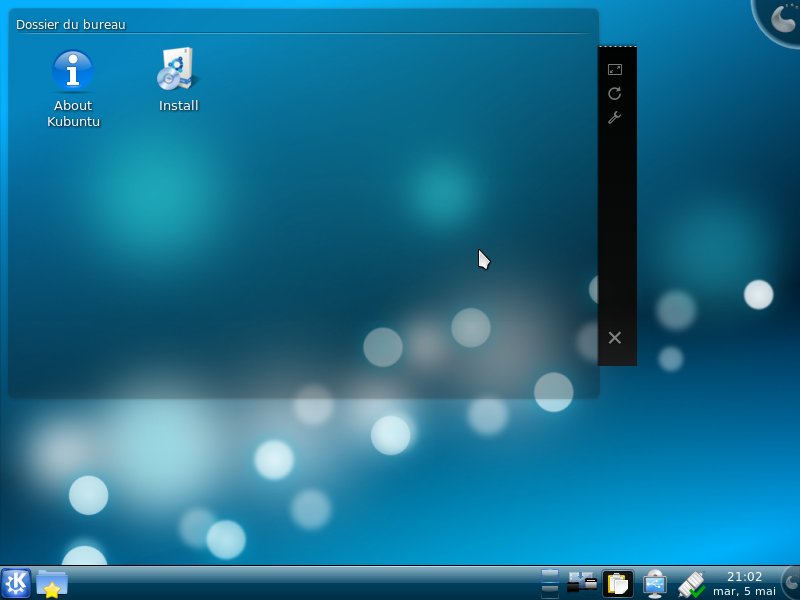
Kubuntu 9.04
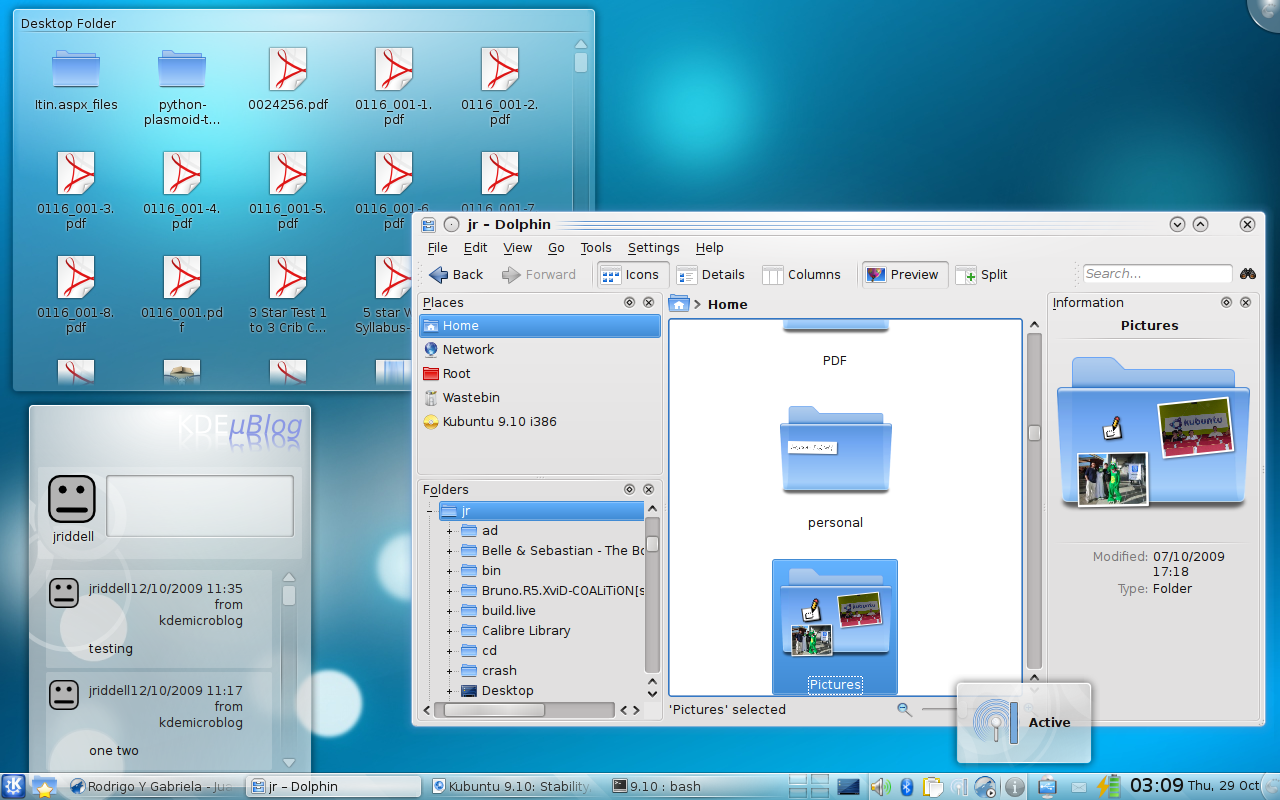
Kubuntu 9.10
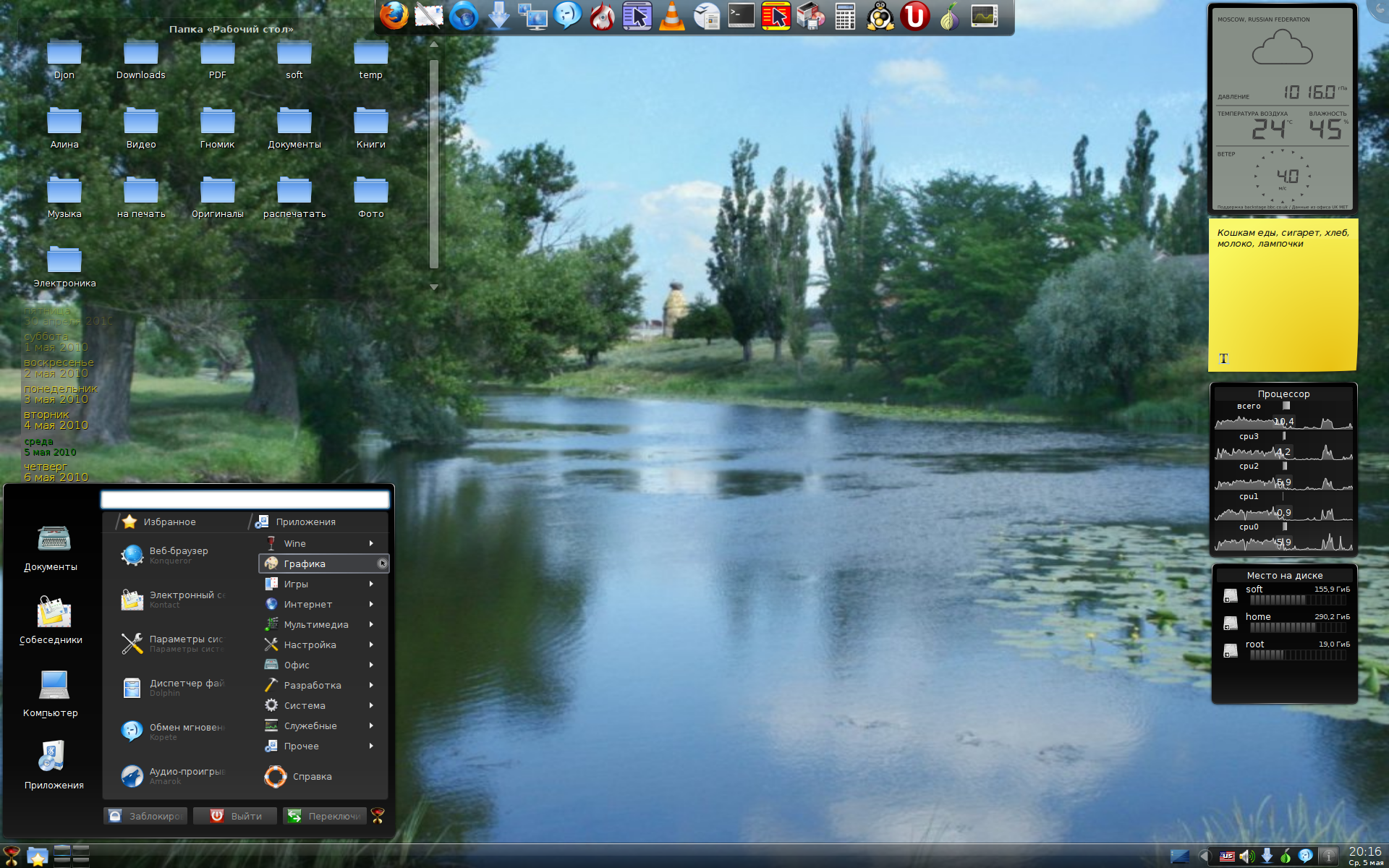
Kubuntu 10.04 LTS
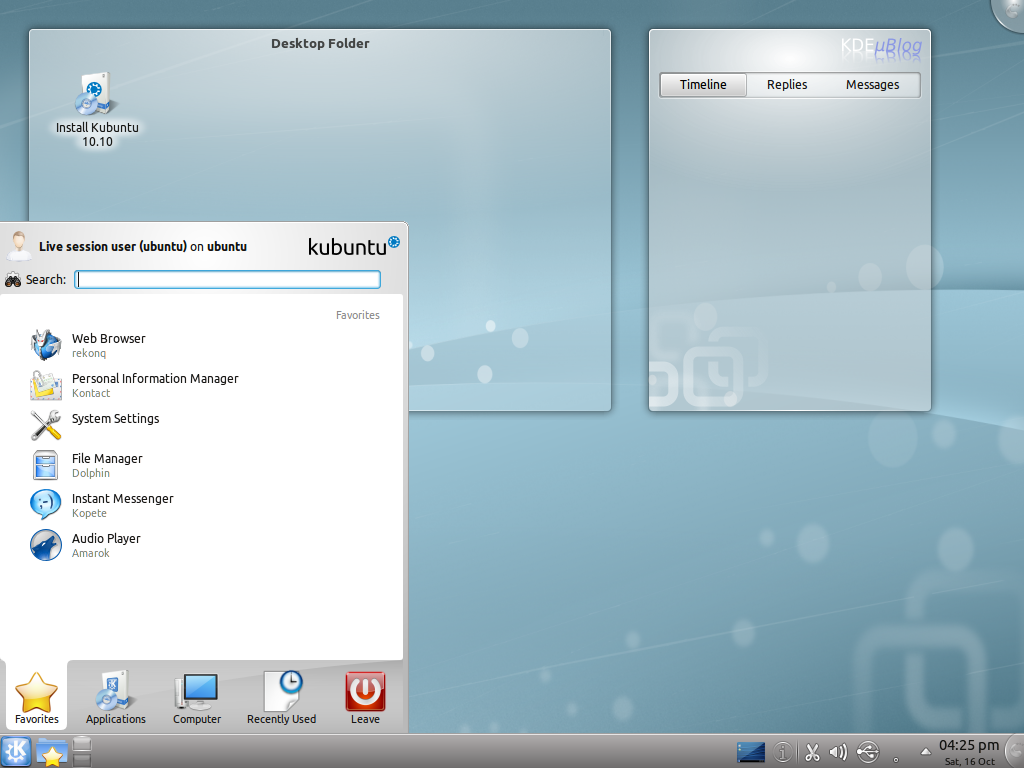
Kubuntu 10.10
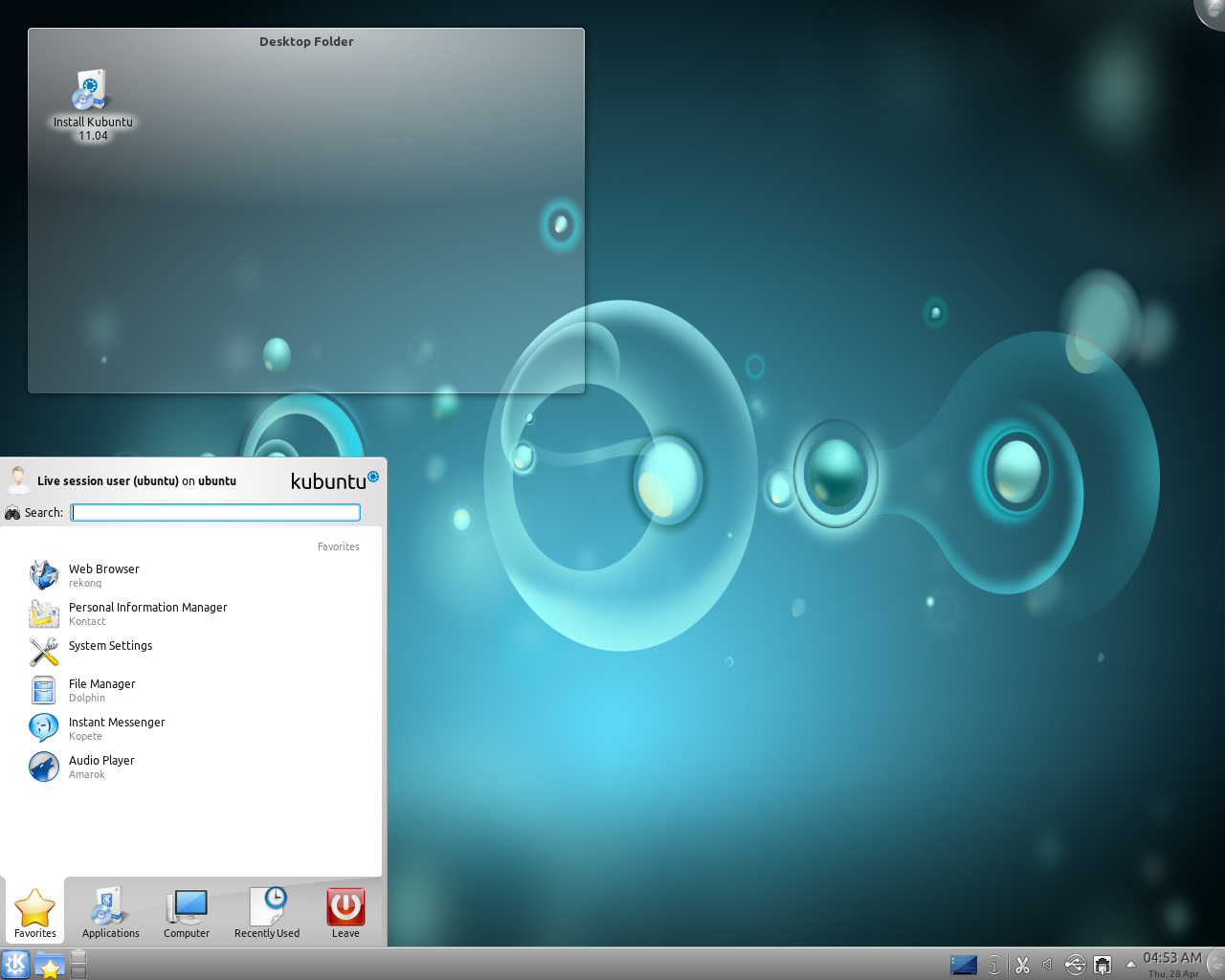
Kubuntu 11.04
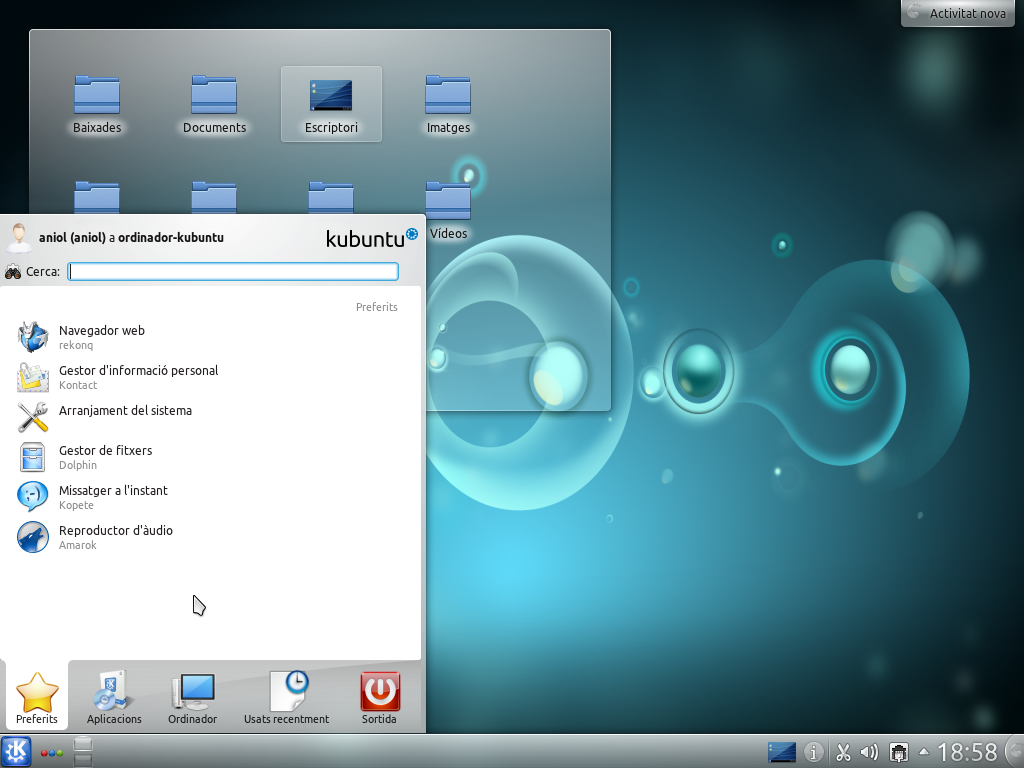
Kubuntu 11.10
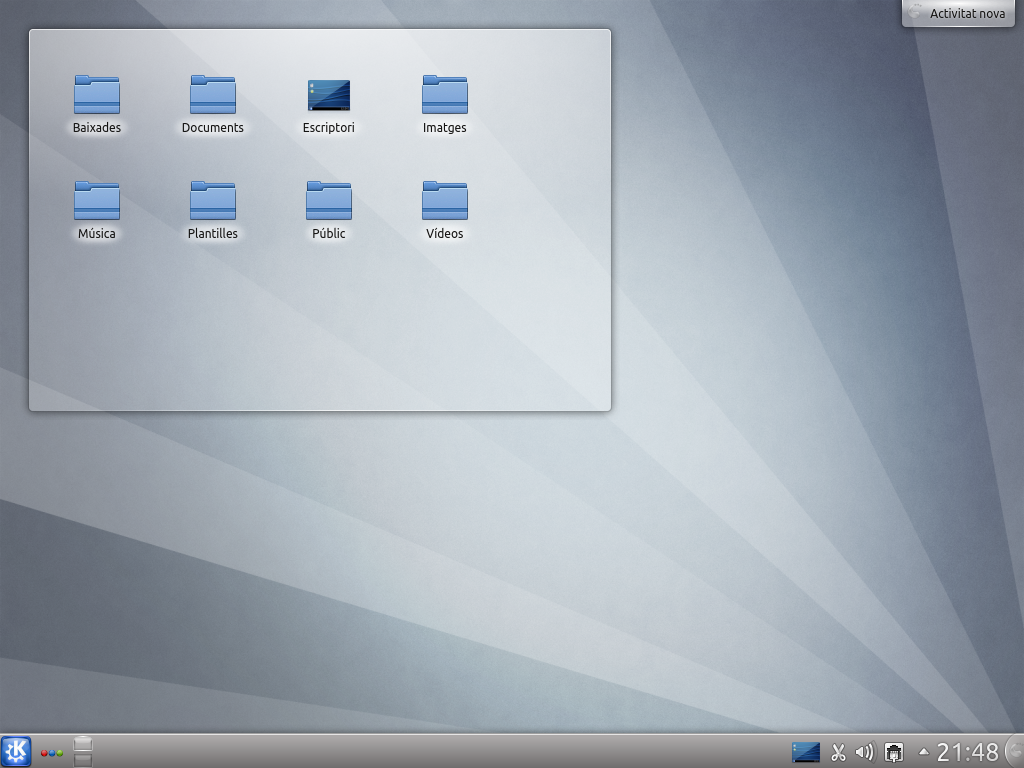
Kubuntu 12.04 LTS
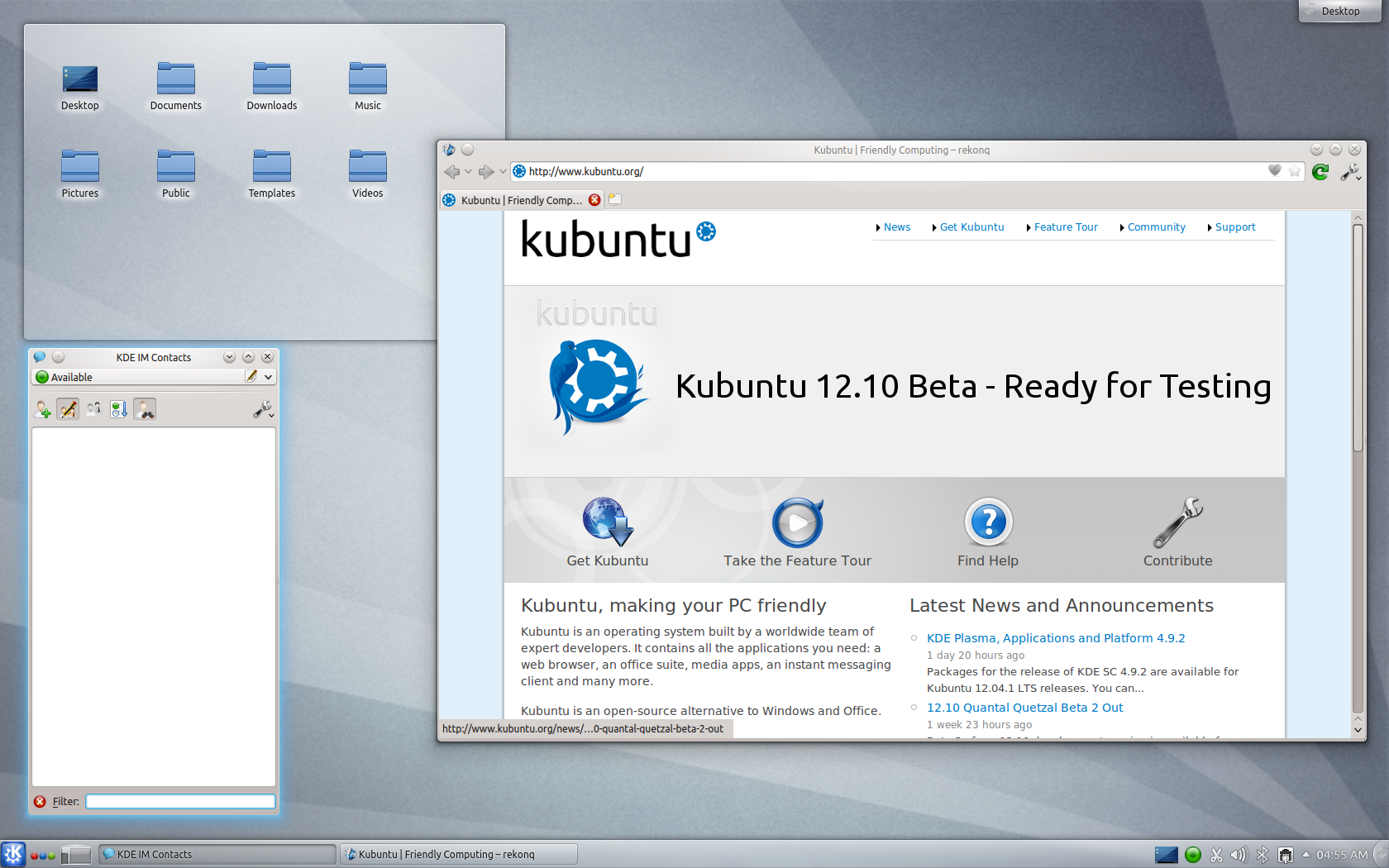
Kubuntu 12.10
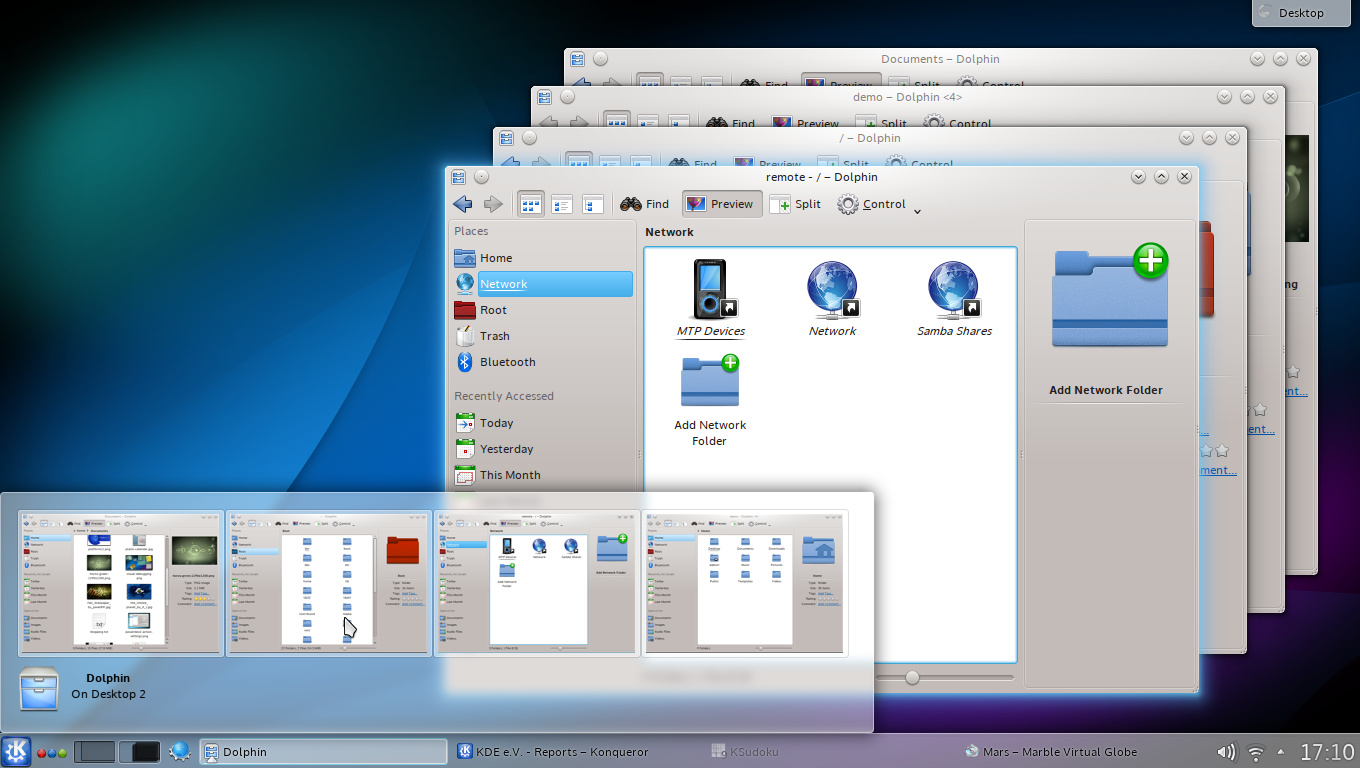
Kubuntu 13.04
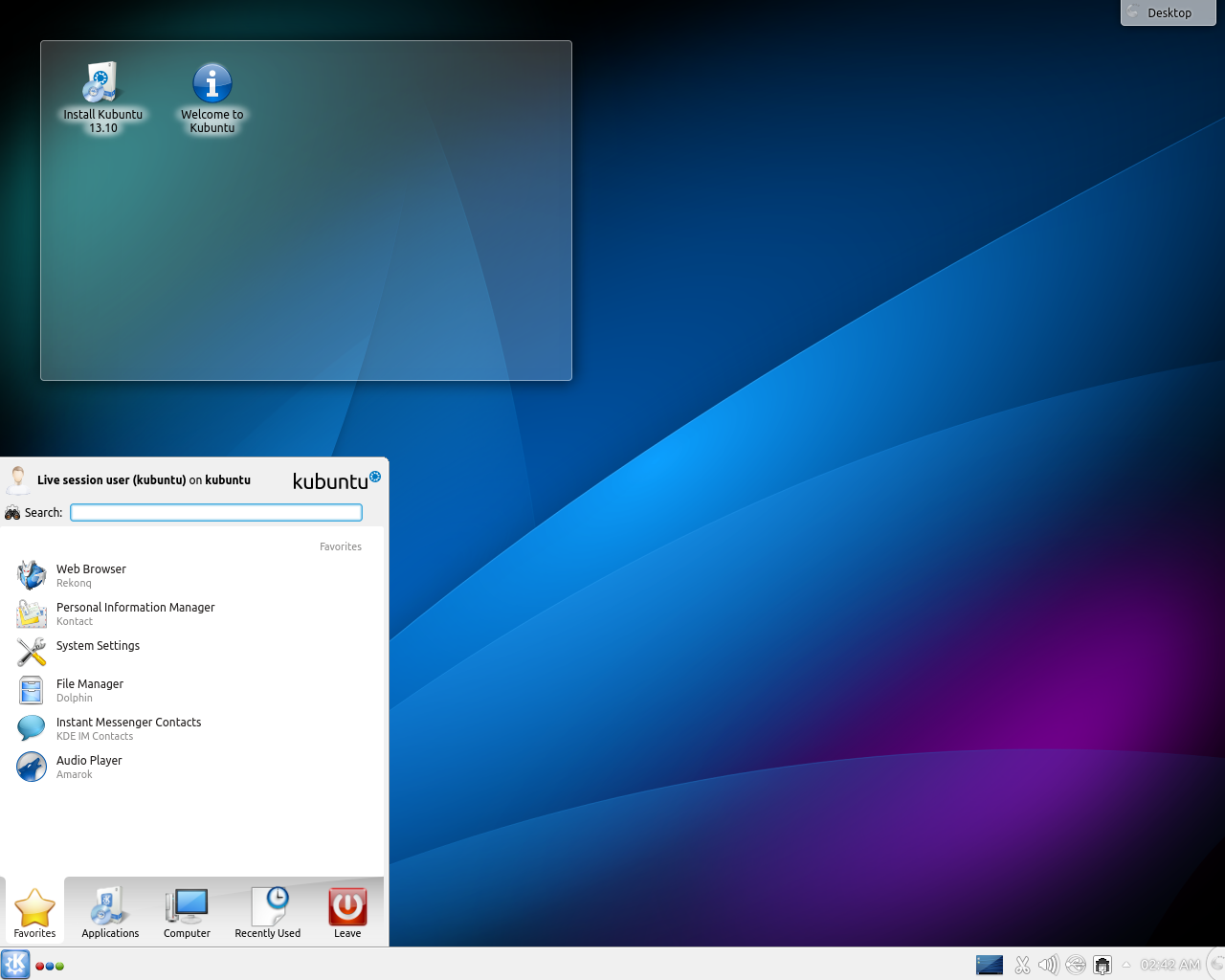
Kubuntu 13.10
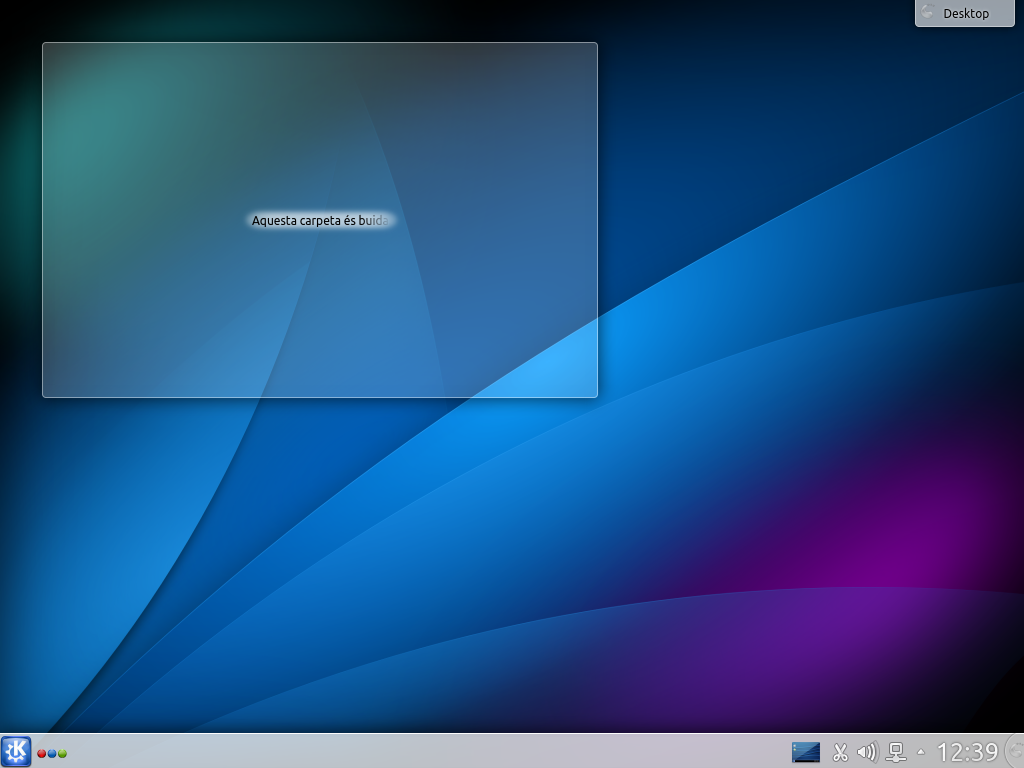
Kubuntu 14.04 LTS
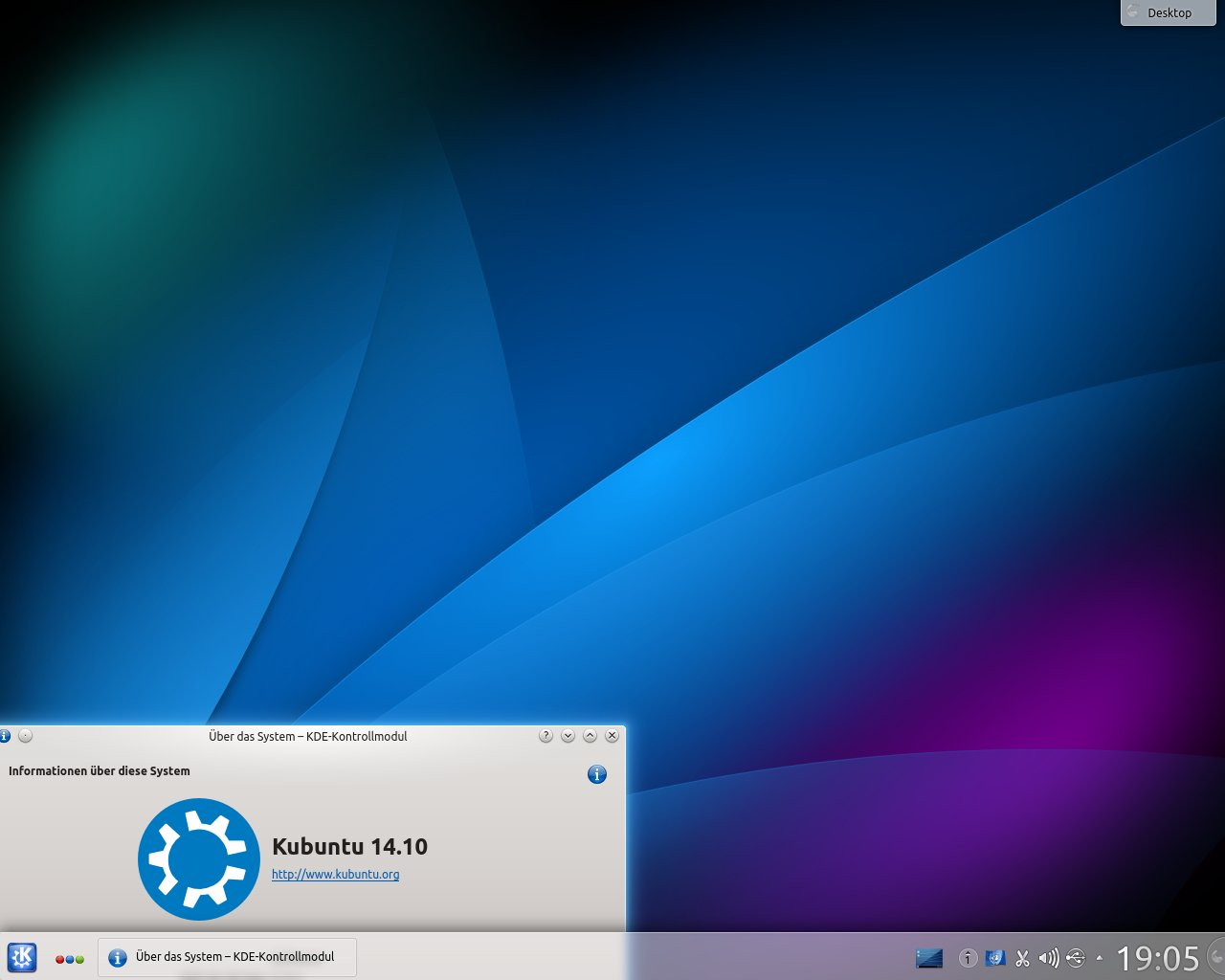
Kubuntu 14.10
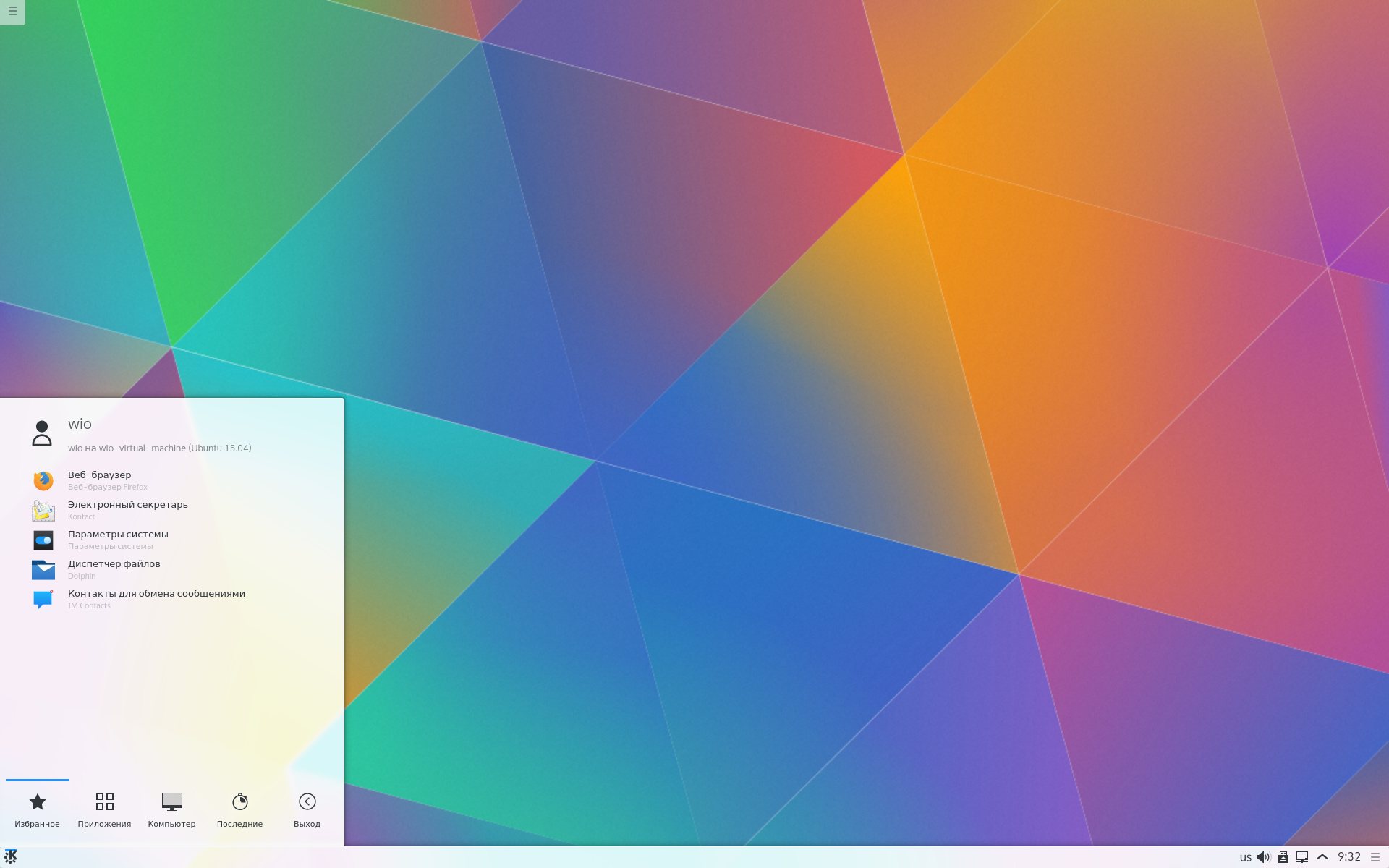
Kubuntu 15.04
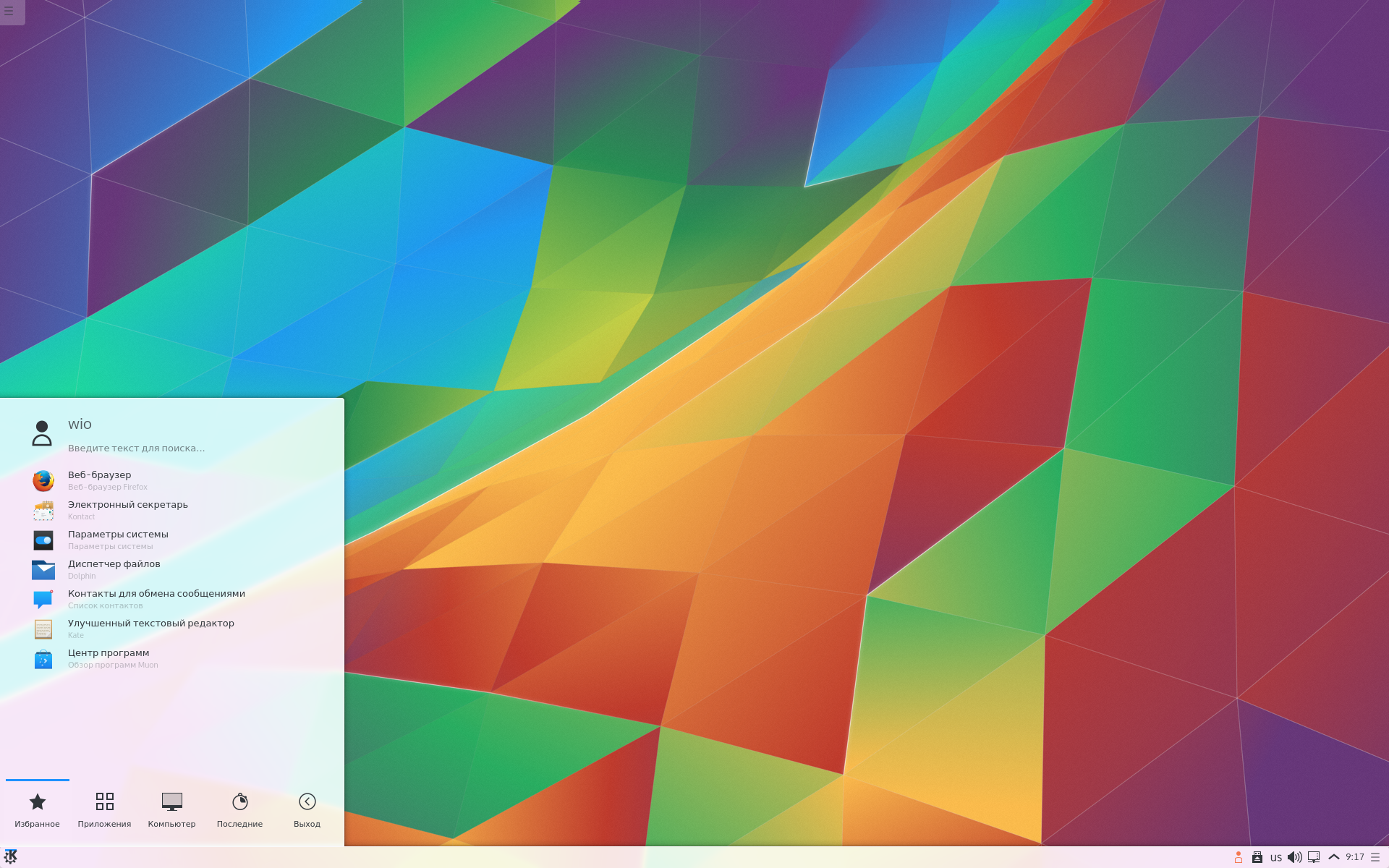
Kubuntu 15.10
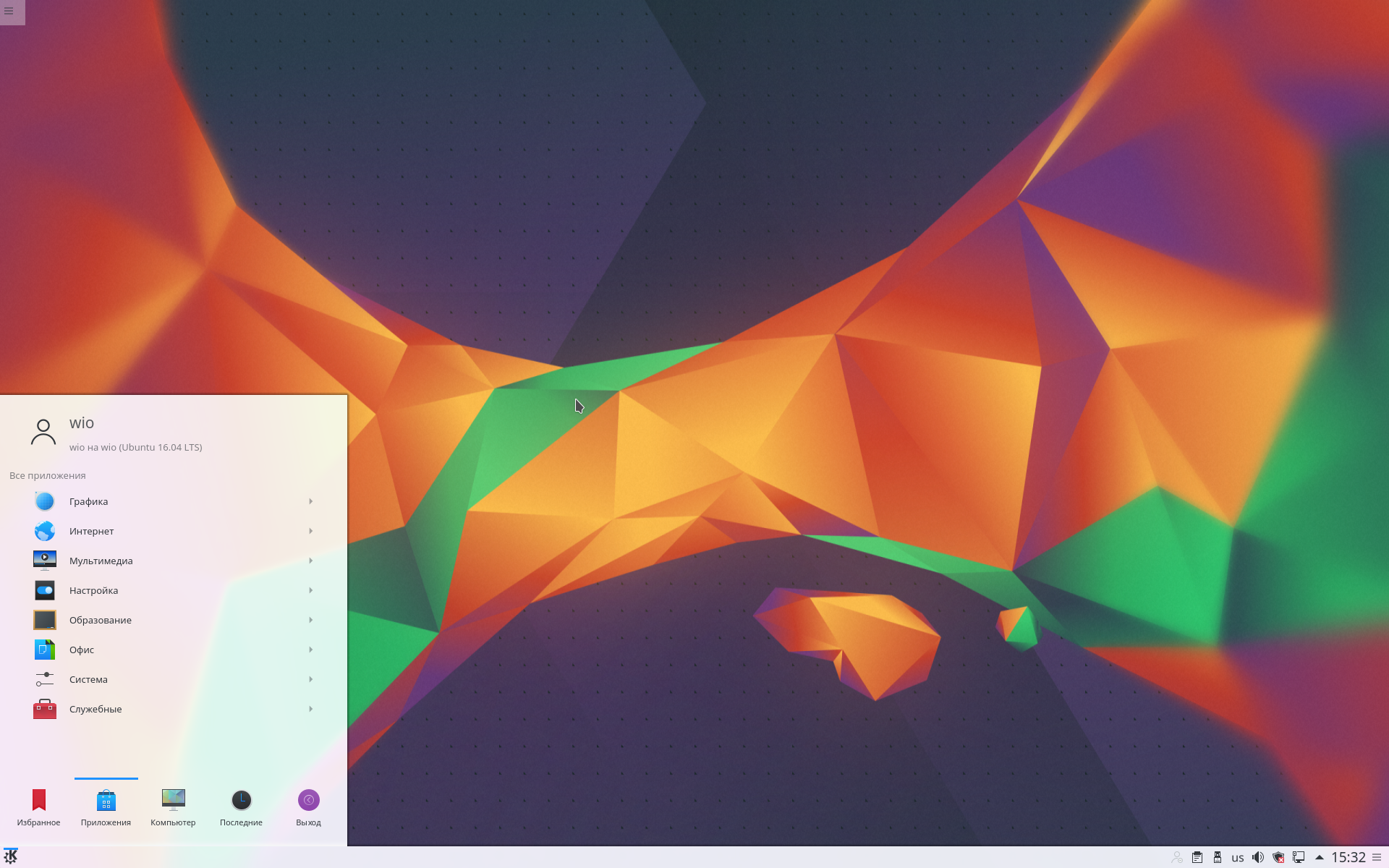
Kubuntu 16.04 LTS
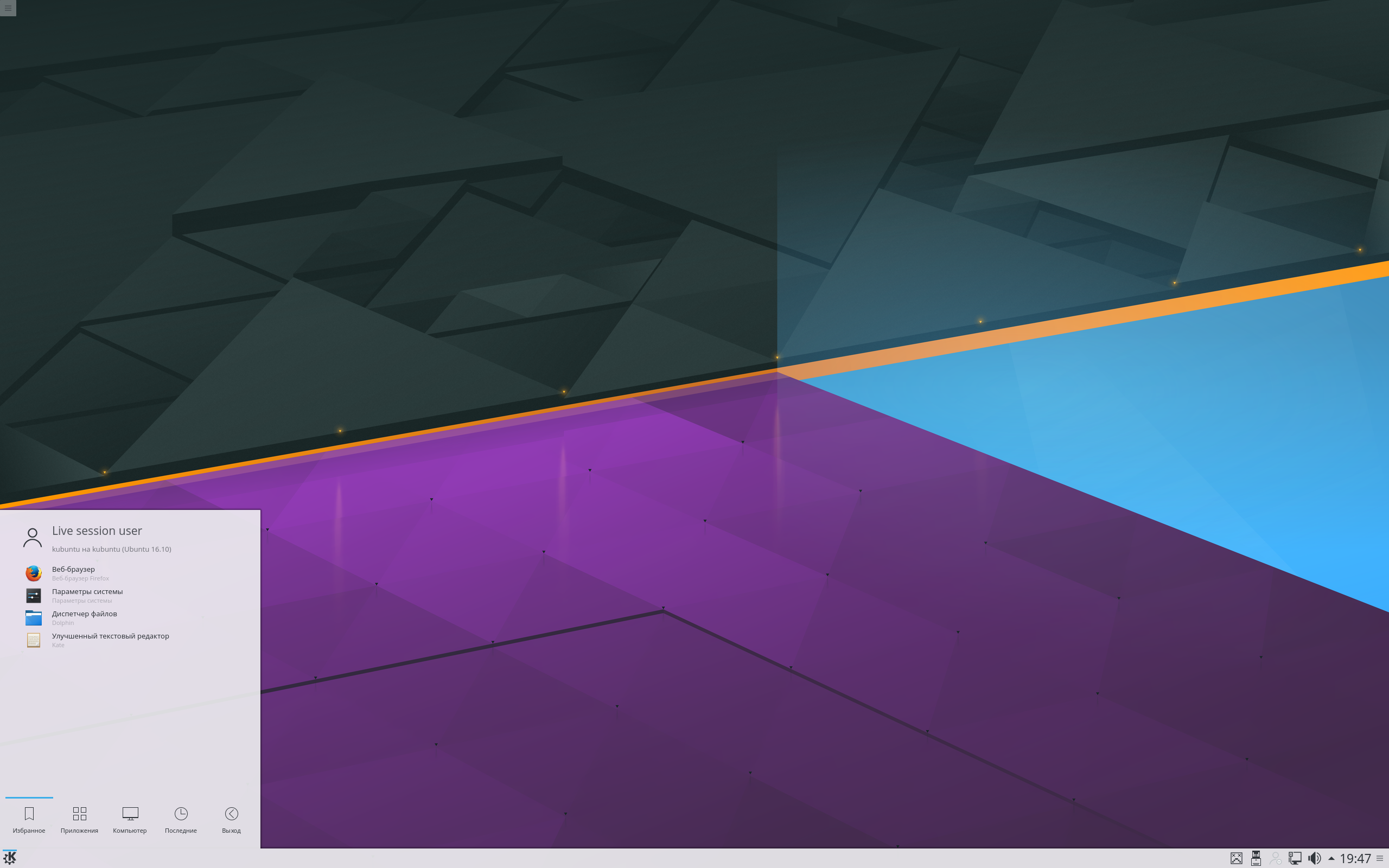
Kubuntu 16.10
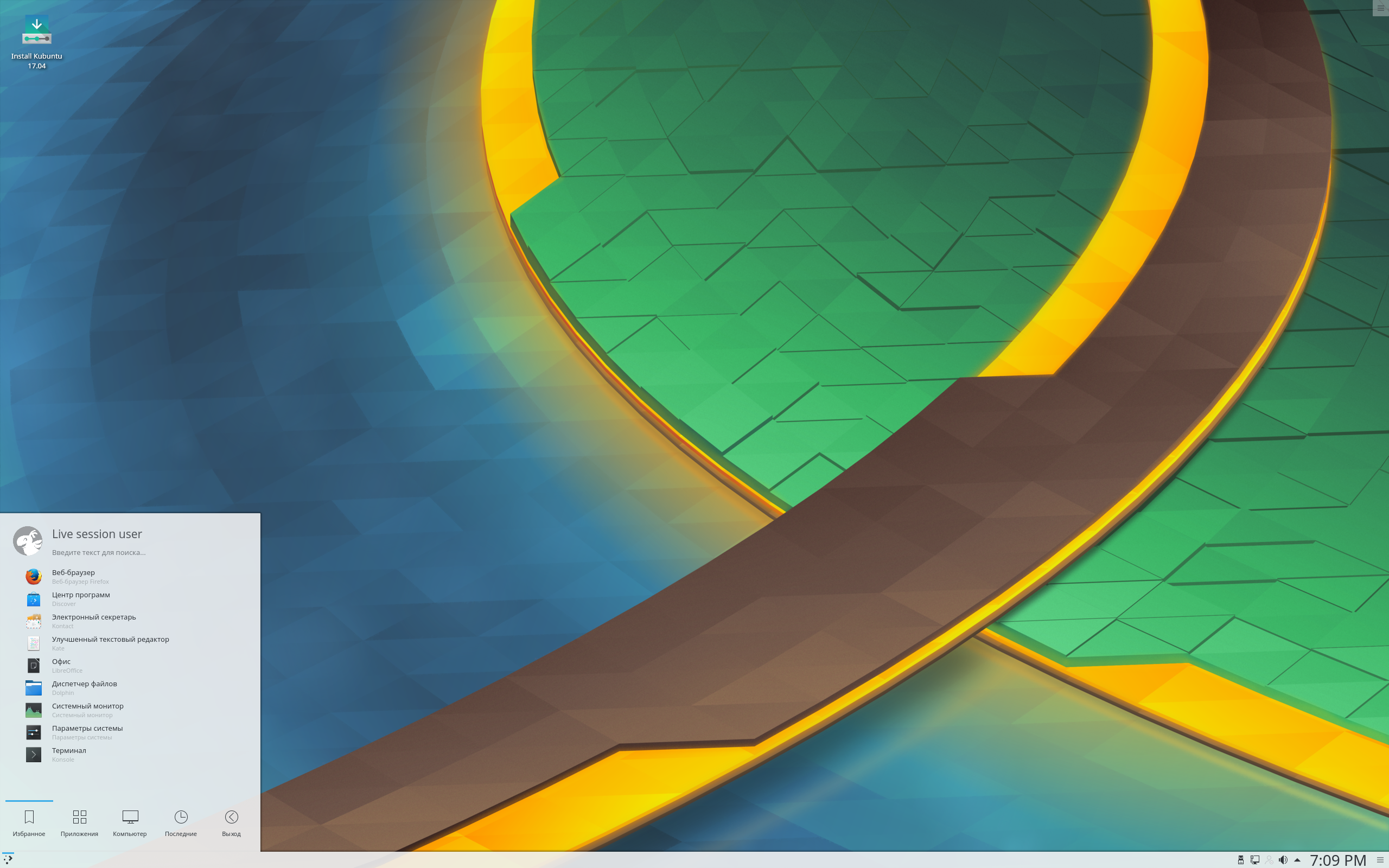
Kubuntu 17.04
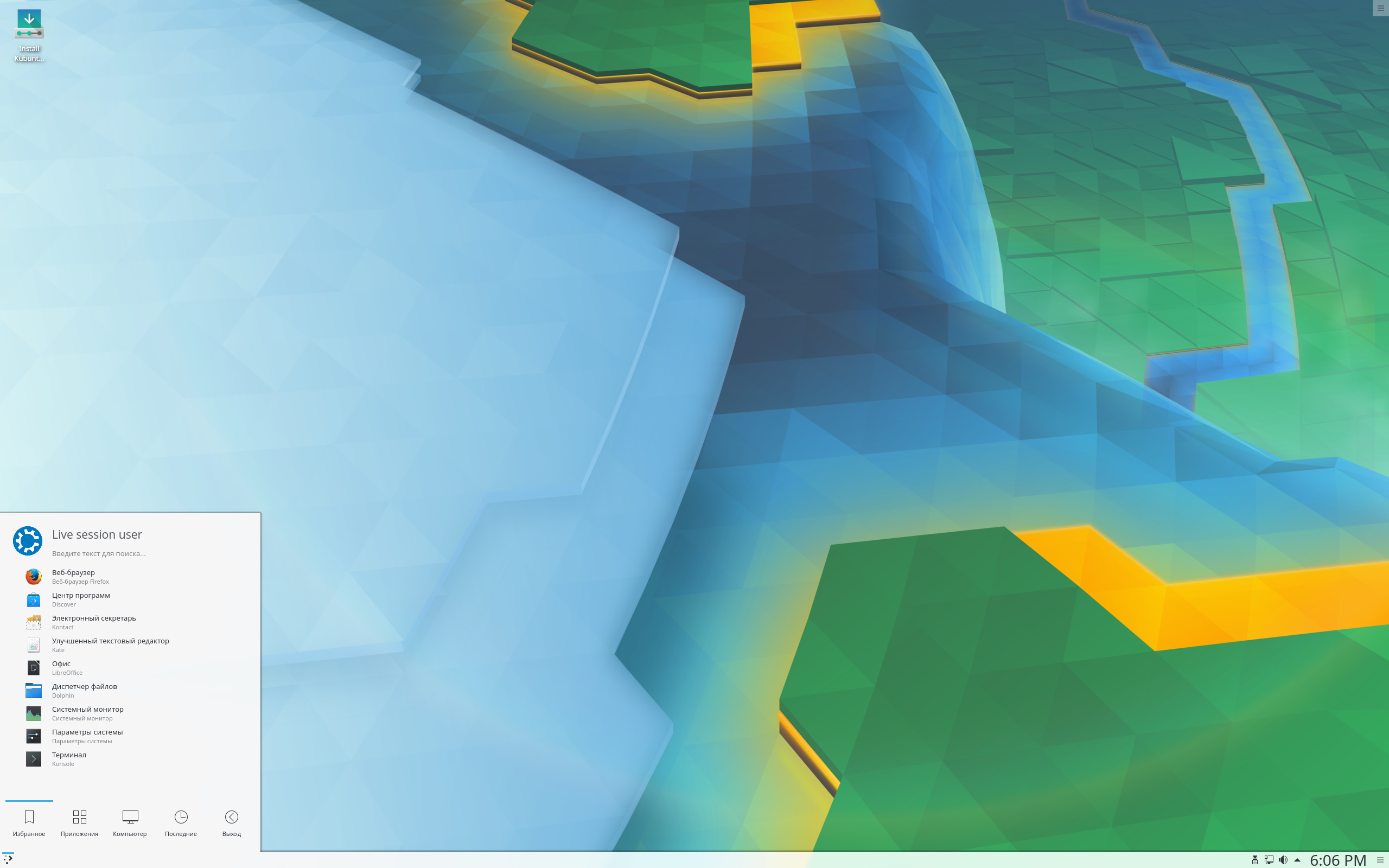
Kubuntu 17.10
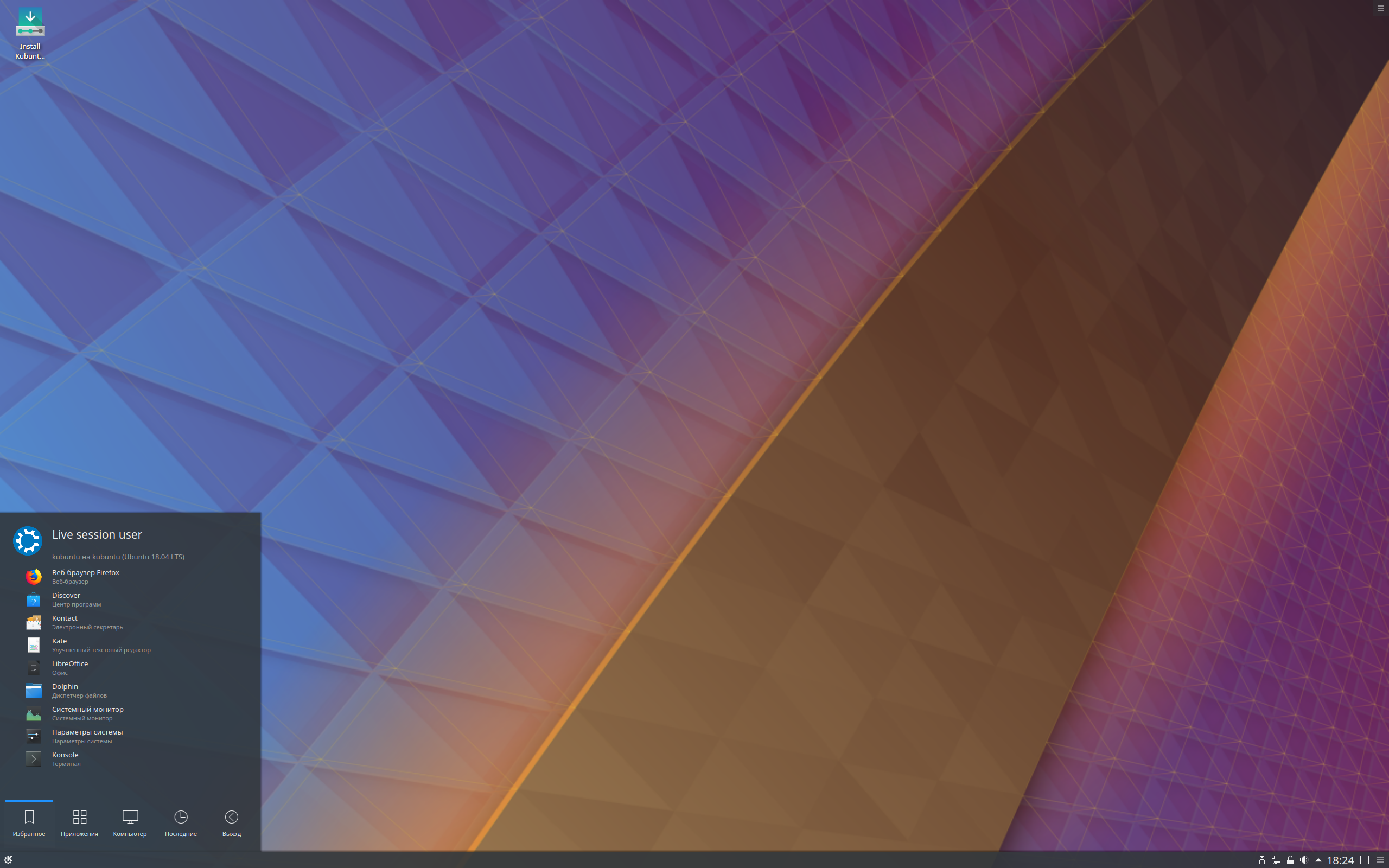
Kubuntu 18.04 LTS
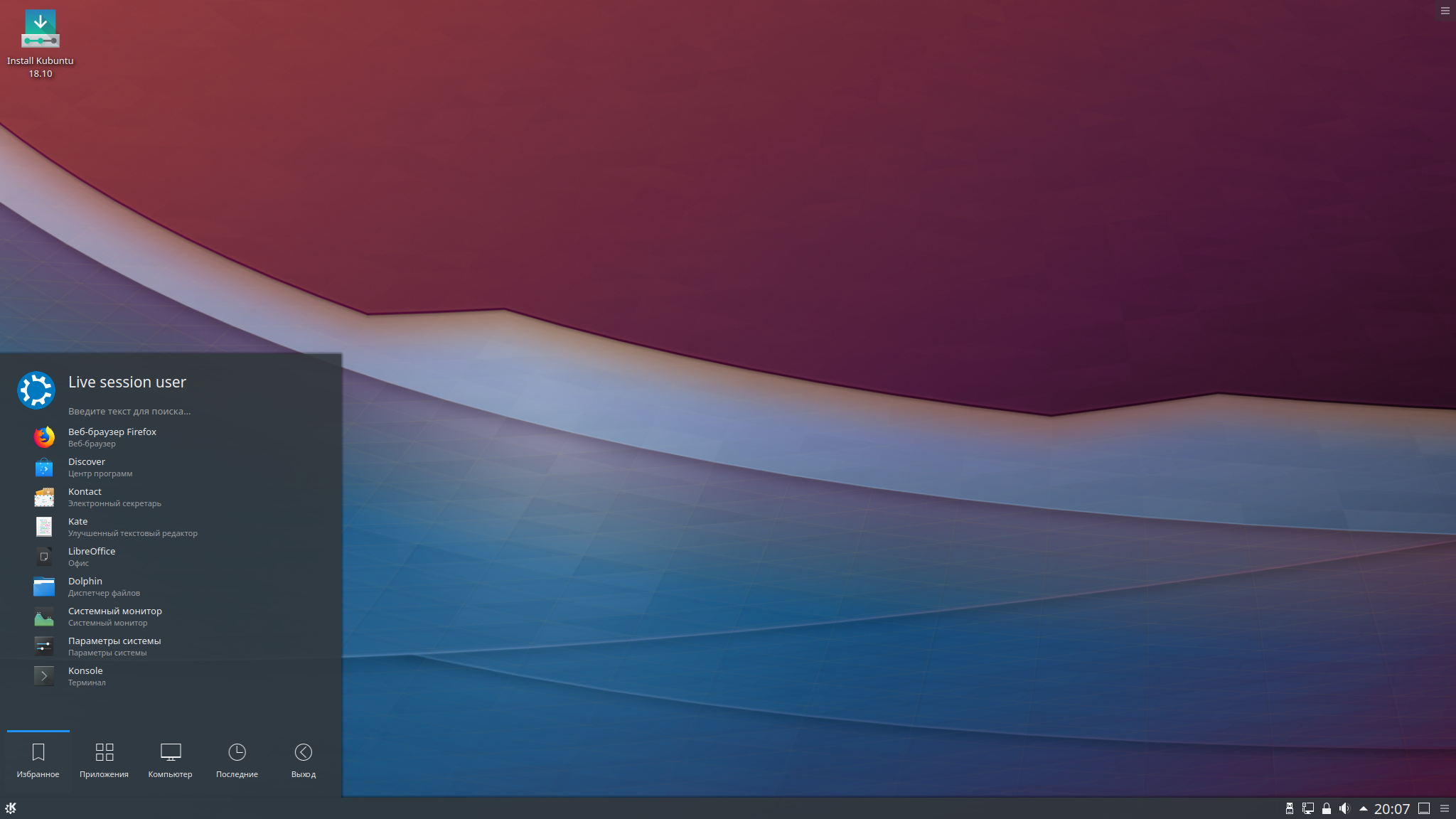
Kubuntu 18.10
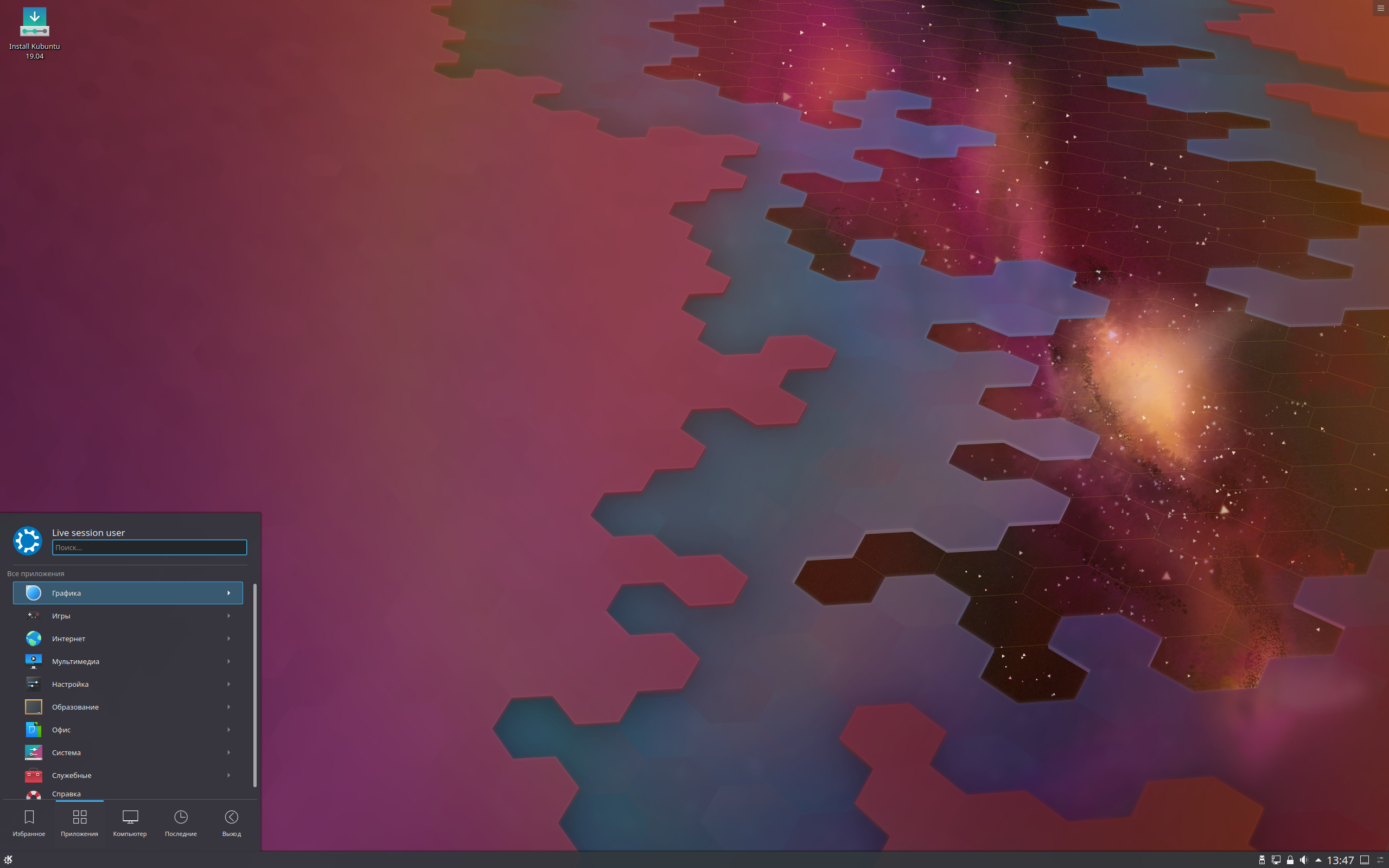
Kubuntu 19.04
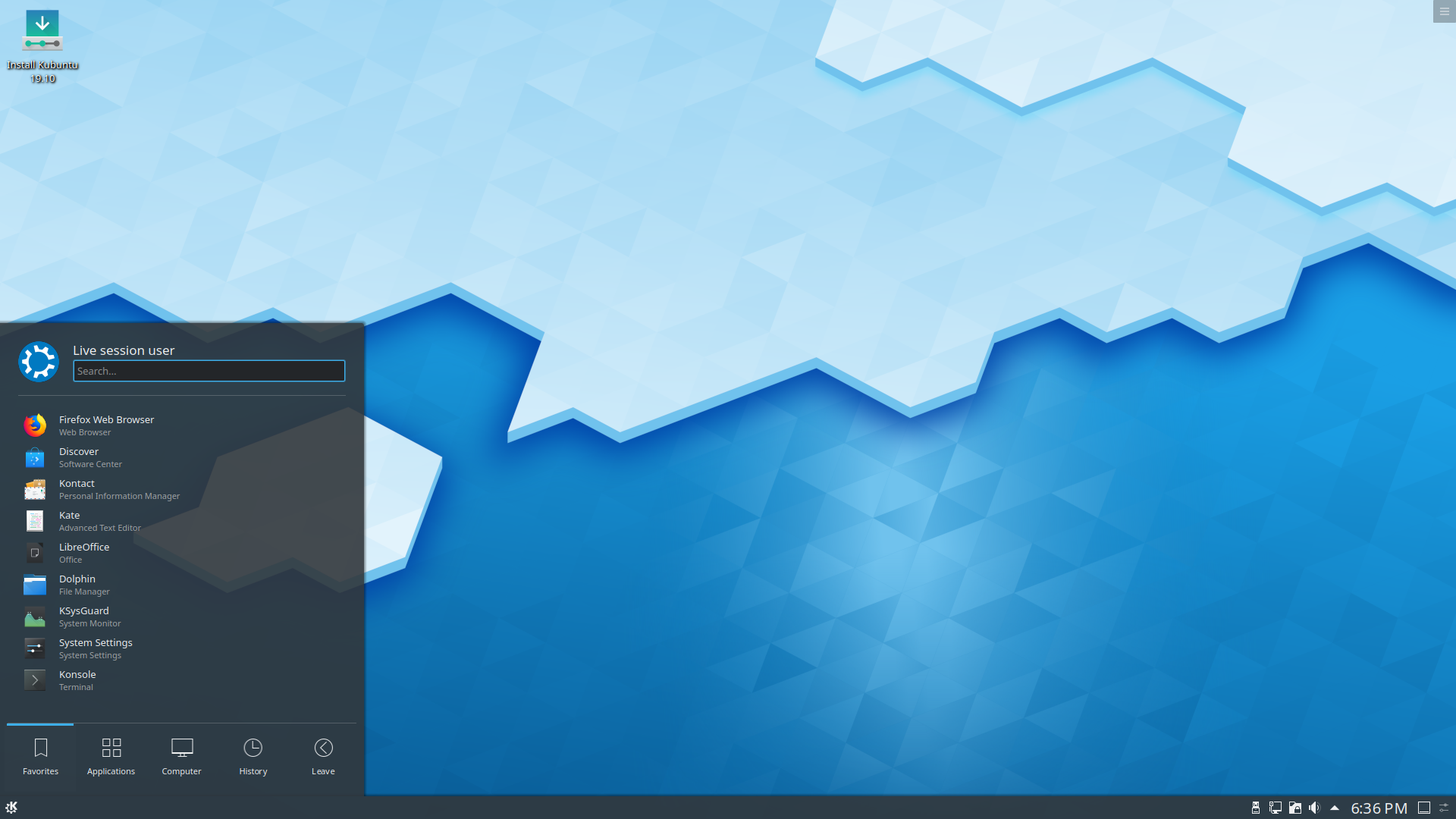
Kubuntu 19.10
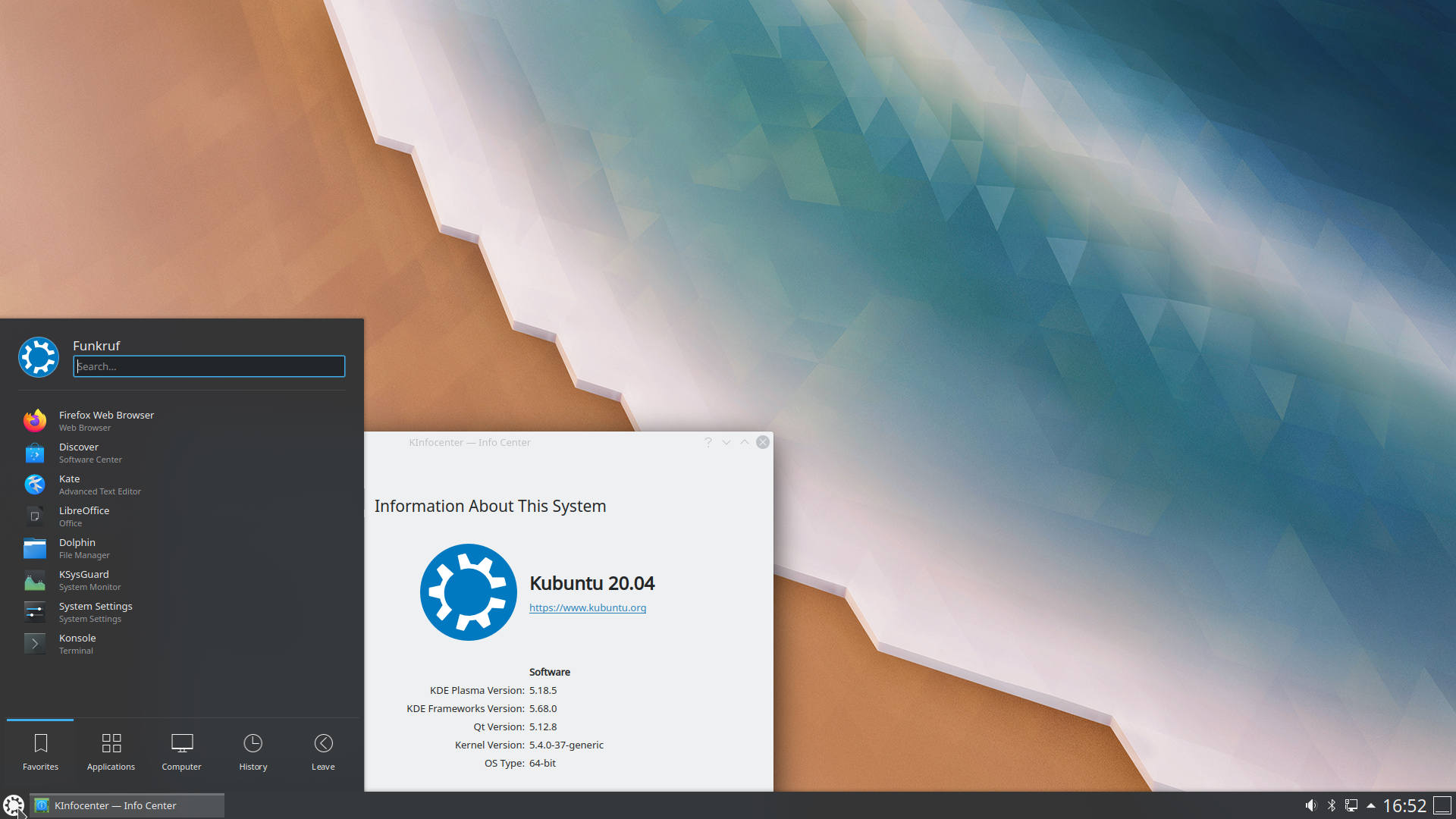
Kubuntu 20.04 LTS
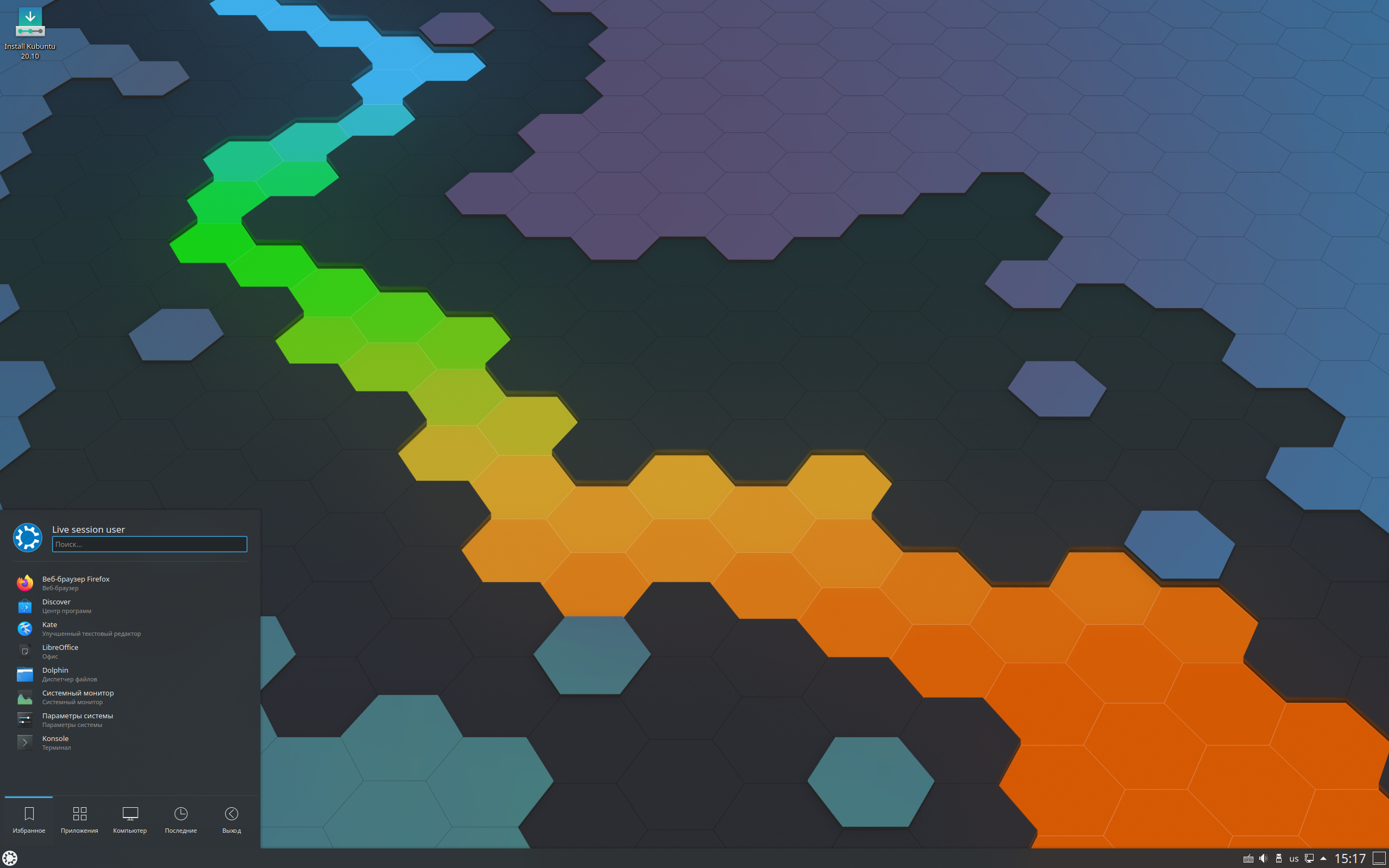
Kubuntu 20.10
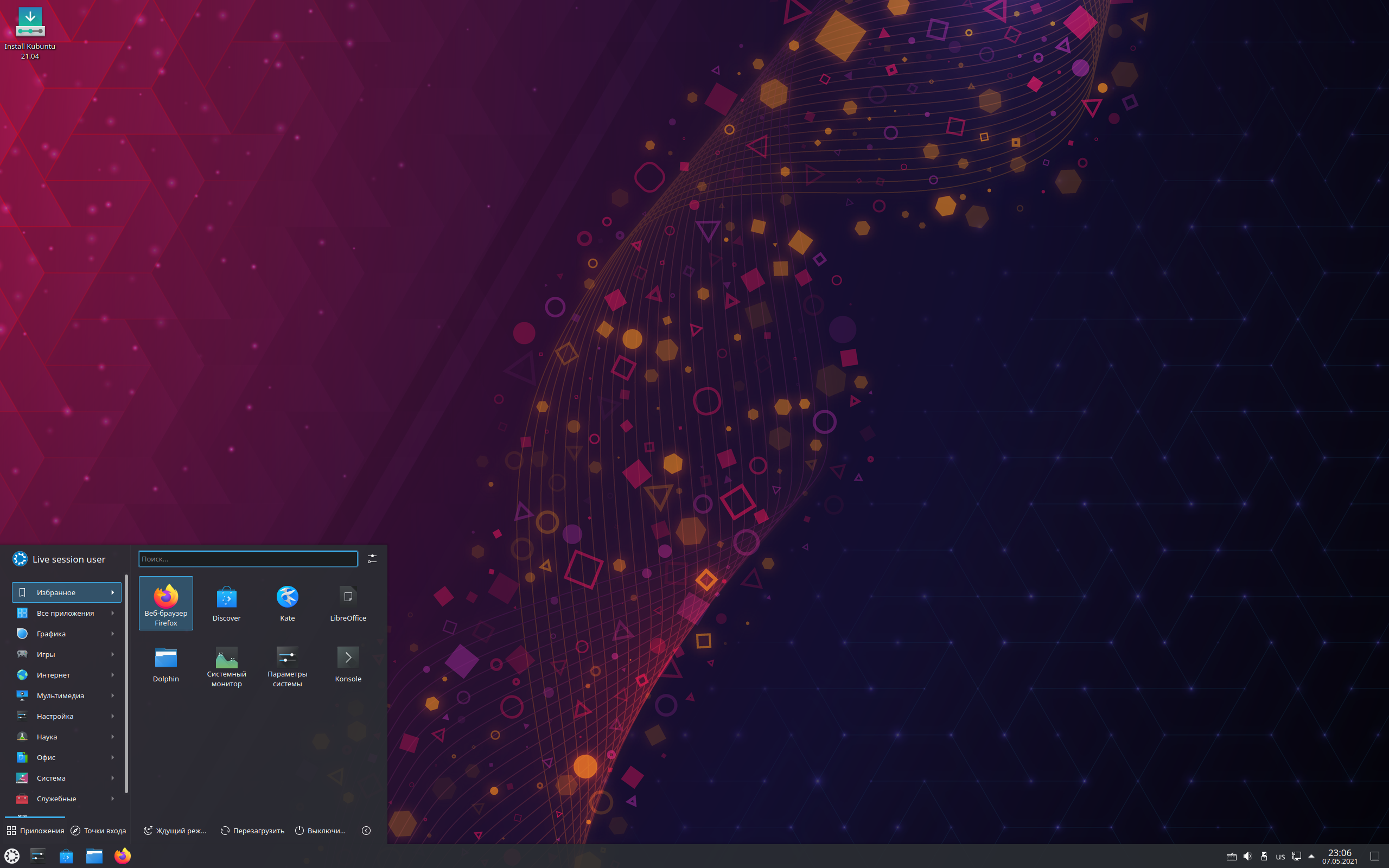
Kubuntu 21.04
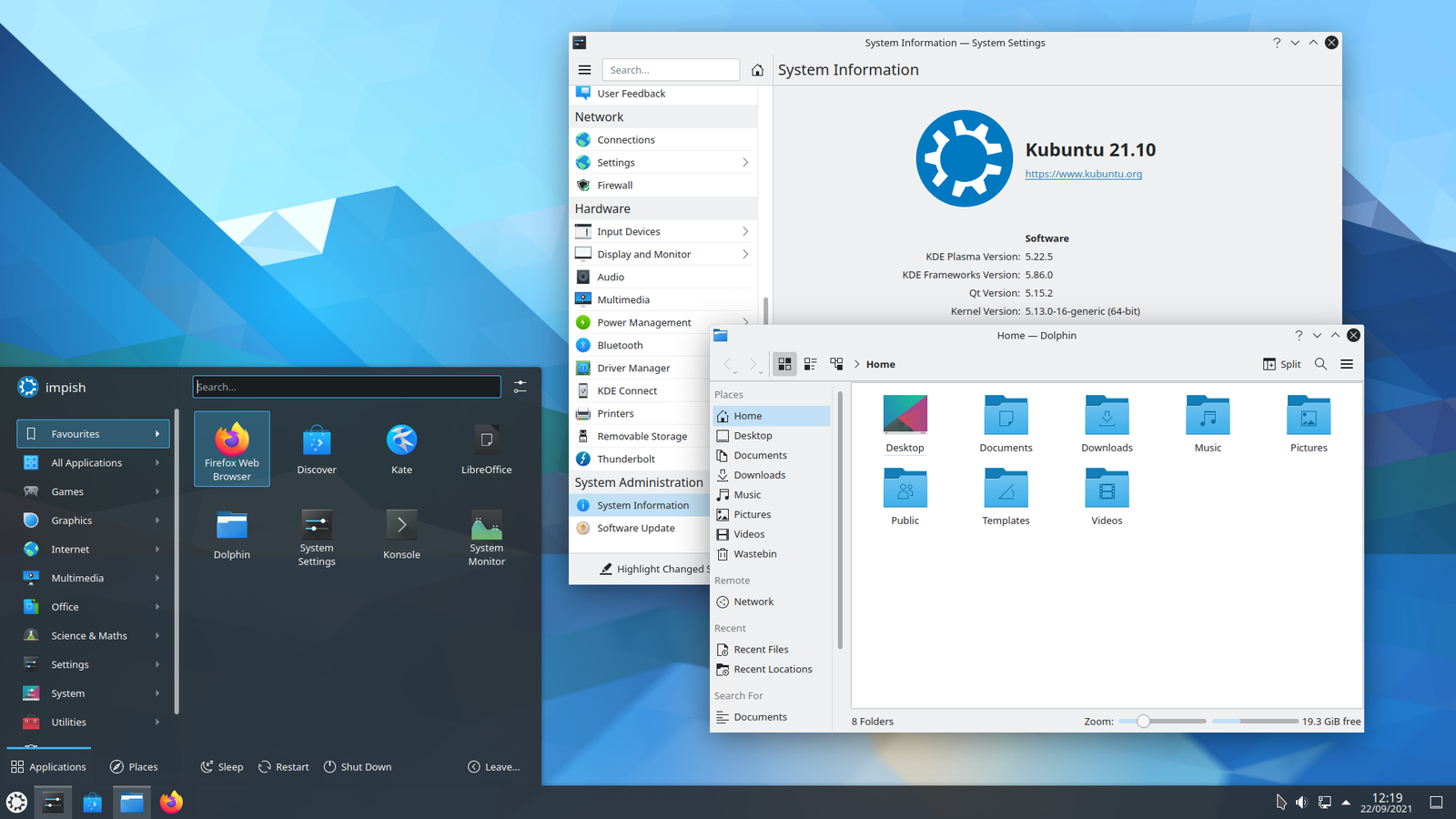
Kubuntu 21.10

## Распространение
Kubuntu и его варианты доступны для скачивания с официального сайта в интернете (http://kubuntu.org/getkubuntu).